# プジョー

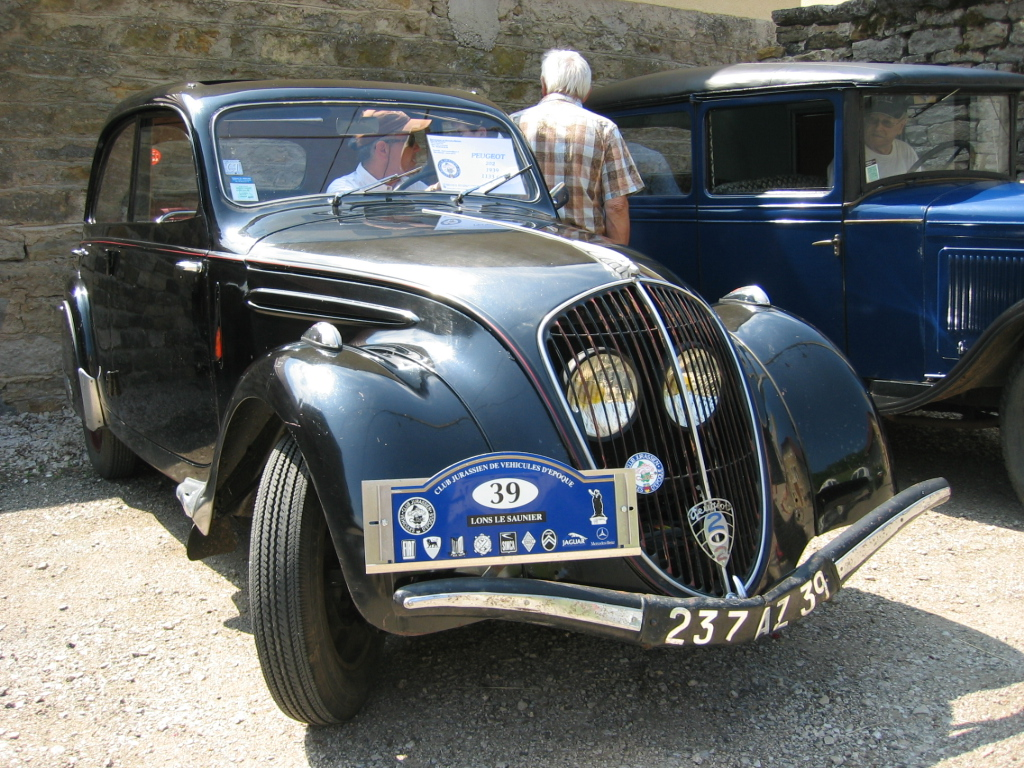
202。エンジンは最初のプリンス車の参考とされた。

プジョー（Automobile Peugeot）は、フランスの自動車メーカーで、かつ世界最古の量産自動車メーカーであったが、現在はステランティス N.V.の一部門である。
その他、50cc - 500ccのモーターサイクルを欧州市場にて、製造販売している。また19世紀末より1980年代まで自転車を製造しており、プジョーの自転車は通算10回、ツール・ド・フランスの総合優勝者の使用機材となっている。

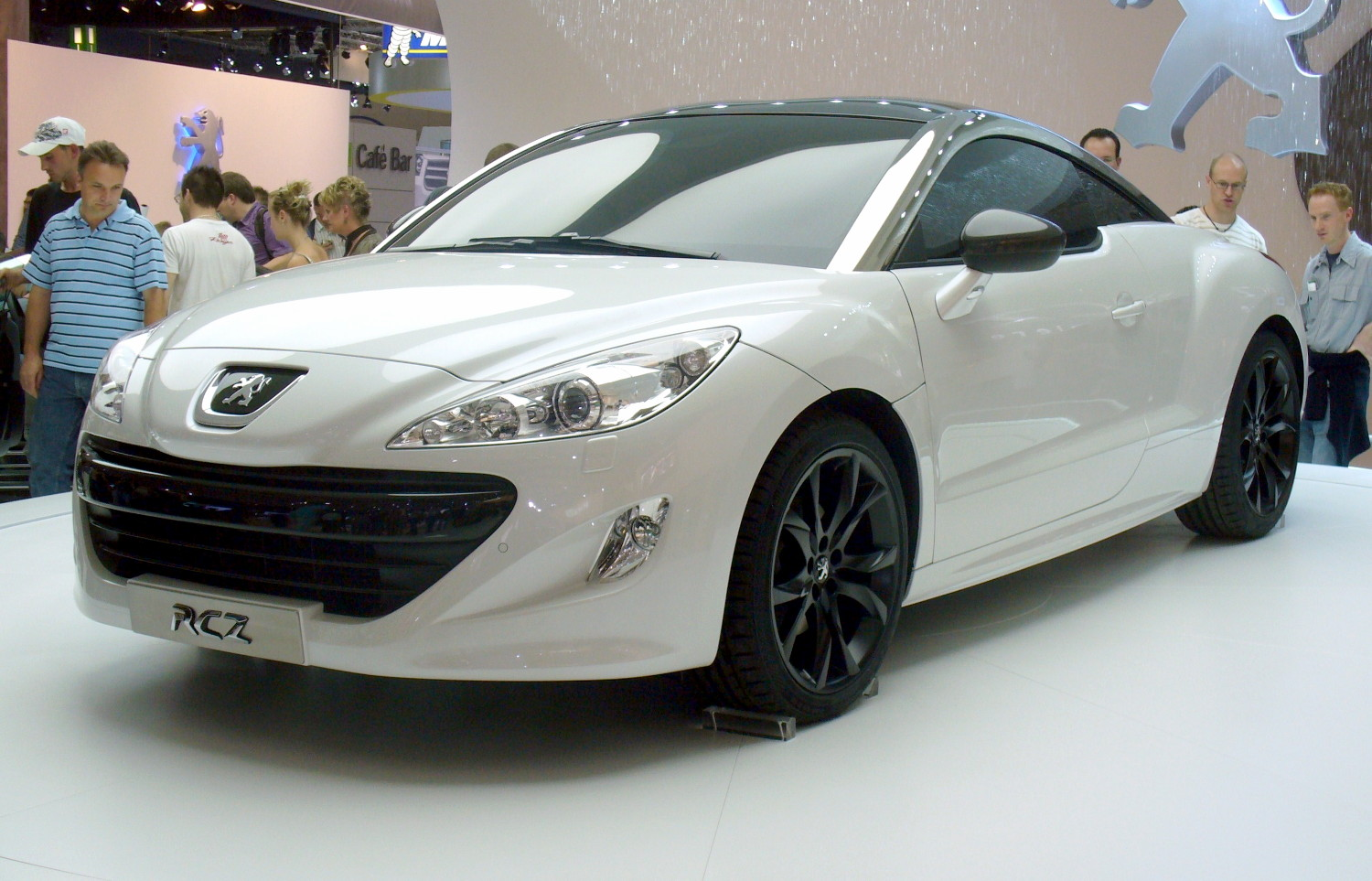
Peugeot RCZ Limited Edition

## 沿革
フランス東部フランシュ・コンテのValentigneyにて1810年頃から冷間製鉄、歯車、ペッパーミル（コショウ挽き）や鯨鬚からポンパドゥール・スカートの骨を作ったりする金属製造業を営んでいたエミール・プジョーとジャン・ペリエの息子として1849年3月26日に生まれたアルマン・プジョーが1865年から経営に参加し、のちに会社としてプジョーを創設した。1882年に"Le Grand Bi"というペニー・ファージング型の自転車を同社のラインナップに追加、その後自動車に興味を持ったアルマンは、ドイツの技術者であり内燃機関および自動車開発のパイオニアであったゴットリープ・ダイムラーらと会ったあと、1889年に蒸気エンジンを搭載した3輪のプジョー初の自動車を4台製作し自動車製造業を始めた。翌1890年ゴットリープ・ダイムラー、エミール・ルヴァッソールと会合をした上で、パナールがダイムラーのライセンス下で製造するガソリンエンジンを蒸気エンジンに替わって採用することになる。その後製造台数を徐々に増やしていき1895年までに約140台を製造しており、世界最古の量産自動車メーカーのひとつとして知られている。1896年には初のプジョー製エンジンを搭載したタイプ15を登場させると同時にSociété Anonyme des Automobiles Peugeotを創立し、甥のロベールの経営によって発展を続けていく。1921年には、ヨーロッパ初の本格的な2人乗り小型車、タイプ161「クアドリレット」を発表。4気筒、667cc、8馬力で、ルノー・6CVなどと共に大衆車の決定版となった。
1974年6月24日には経営不振だったシトロエンを吸収合併し、持株会社「PSA・プジョーシトロエン」（のちのグループPSA）を設立、さらに1979年にはクライスラー ・ヨーロッパ（旧ルーツ・グループおよびシムカ）を傘下に収め、フランス最大の自動車メーカーとなった。自動車だけではなくスクーターなどを中心に自動二輪車も別会社プジョー・モトシクルで生産している。PSAグループの自動車生産台数は本田技研工業とほぼ同規模である。
その後、グループPSAは2021年にフィアット・クライスラー・オートモービルズとの合併によりステランティスとなり、プジョーは同社の一部門となった。

### 車名の命名規則
1929年に登場した201以降、乗用車の車名は「2桁目に0を挟んだ3桁の数字」とする伝統が続いていた。ポルシェが開発コード「901」を「911」として市販したのは、プジョーからの申し立てによるものであった。
2004年発表の1007から、MPVやSUV系の車種に4桁の数字を車名とする規則が導入され、2010年発表のRCZでは、201以来初めて数字を用いない車名が使用された。
2012年、小型セダン301の投入と同時にプジョーは80年以上続いた命名規則を改めた。最初の数字は引き続き車格を表し、中央の数字は引き続き「0」または「00」となる。しかし、最後の数字については世代毎に増やすことをやめ、ヨーロッパ向けの主力車種には「8」を、新興国市場向けの車種には「1」を適用することとなった。なお、「301」の車名は1932年から1936年まで販売されていた車種に使用されていたものである。

### エンブレム

フランシュ＝コンテの紋章

プジョーが現在に至るまで採用しているライオンのエンブレムの歴史は、1847年にまでさかのぼる。最初のエンブレムは「矢の上に乗ったライオン」を象ったものであり、創業者アルマンの父エミールの依頼を受けたジュスタン・ブラゼール（Justin Blazer）という金細工師によって考案された。ライオンが採用された理由は、当時の主力製品であった鋸の「堅牢さ、しなやかさ、切れ味のよさ」をアピールするためであり、矢は素早く切れることを表現するためのものだった。この図柄は1850年に初めて鋸に刻印され、1858年にはフランス国立工芸院により正式なロゴとして登録された。
自動車のエンブレムに採用されたのは1905年になってからで、その後数年間はバイクや工具にも使用されていた。1948年にはフランシュ＝コンテの紋章にちなみ、後ろ二本脚で立つライオンの図柄が採用され、1955年頃まで使用された。1960年からはライオンの頭部の上に「PEUGEOT」の文字を配した紋章型のものとなっていたが、1975年から再び後ろ二本脚で立つライオンをデザインに取り入れ、以降何度か細部を変更しつつも保持していた。
2021年には、車両ラインアップの高級化に伴いブランドの向上を図るべく、1960年の紋章型のエンブレムをモチーフにした現在のデザインに変更された。初代から数えて11番目となるこのエンブレムは、プジョーのグローバルデザインを手がけるPEUGEOT Design Labの手によるものであり、「『時間』の概念を中心に開発され、昨日のプジョーの意味、今日のプジョーの意味、そして明日のプジョーの意味を具現化したもの」となっている。一方で、「従来型のエンブレムではミリ波レーダーを隠すのが難しいため、レーダーを隠しやすい紋章型のデザインに切り替えた」と指摘する識者もいる。

#### エンブレムおよびロゴの変遷

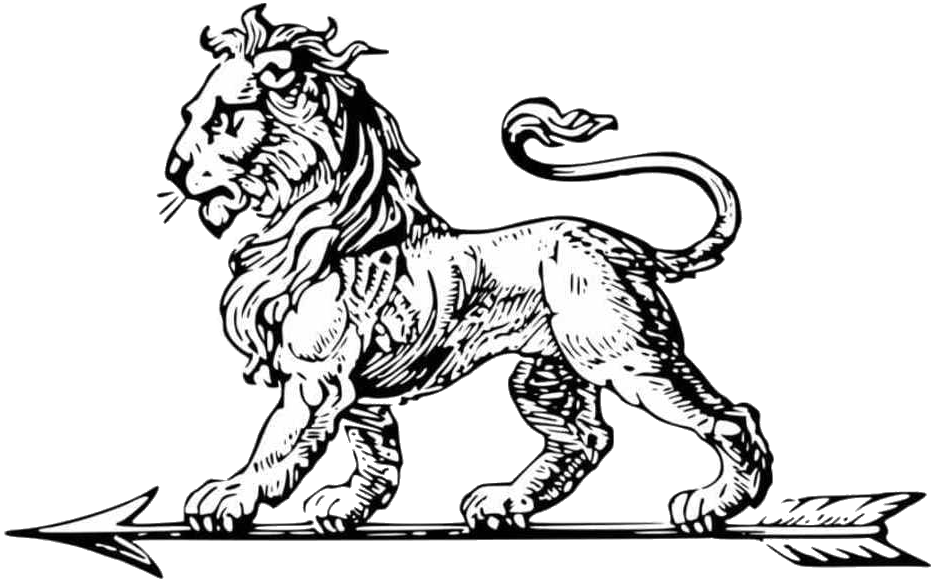
初代（1810年頃）
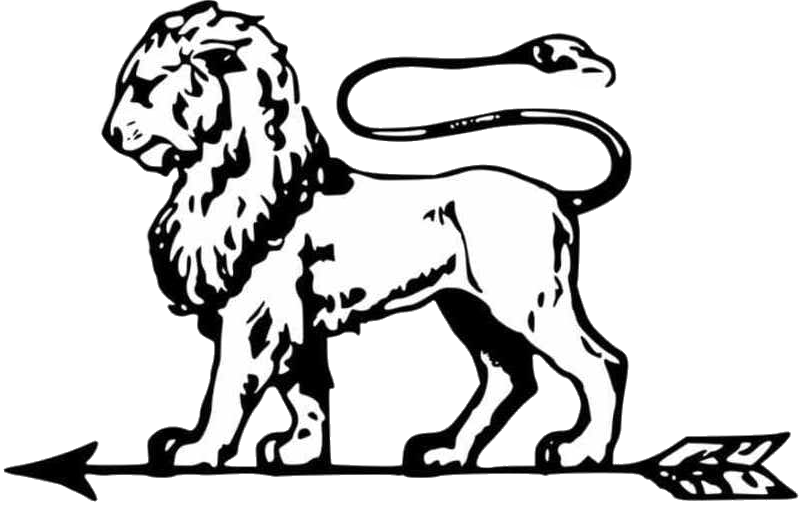
1889年頃
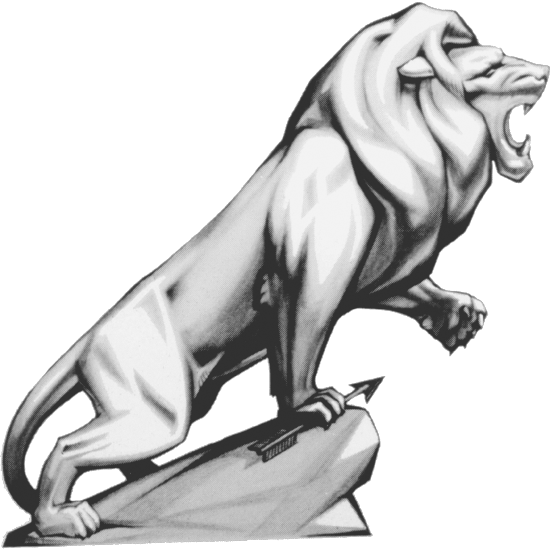
1910年頃
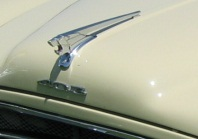
403のボンネットに付けられたエンブレム(1950年代頃)
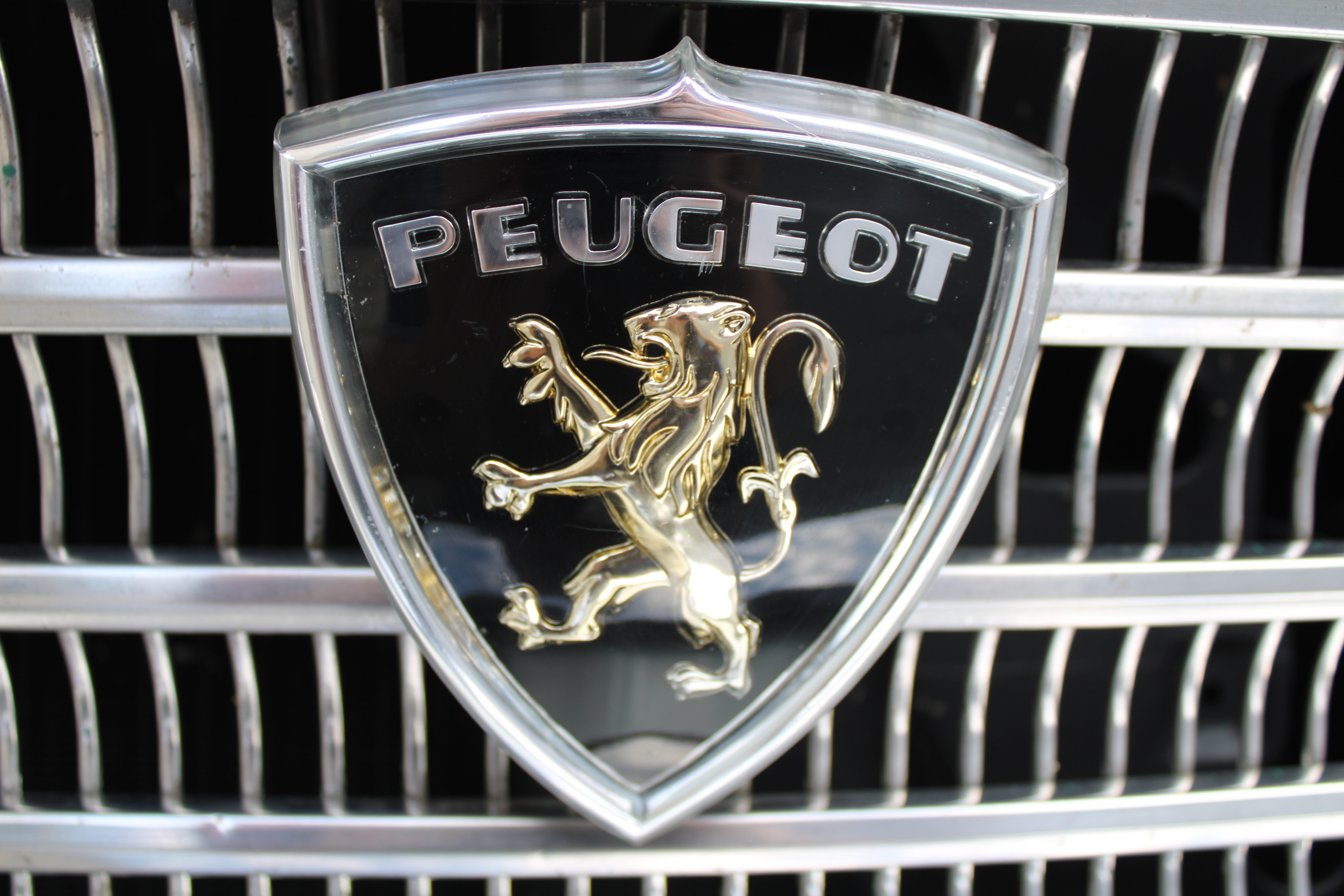
404のグリルに付けられたエンブレム(1960年頃)
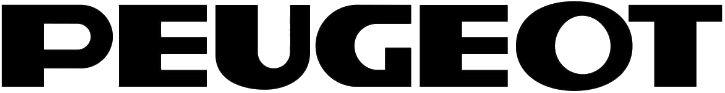
テキストロゴ(1975年)
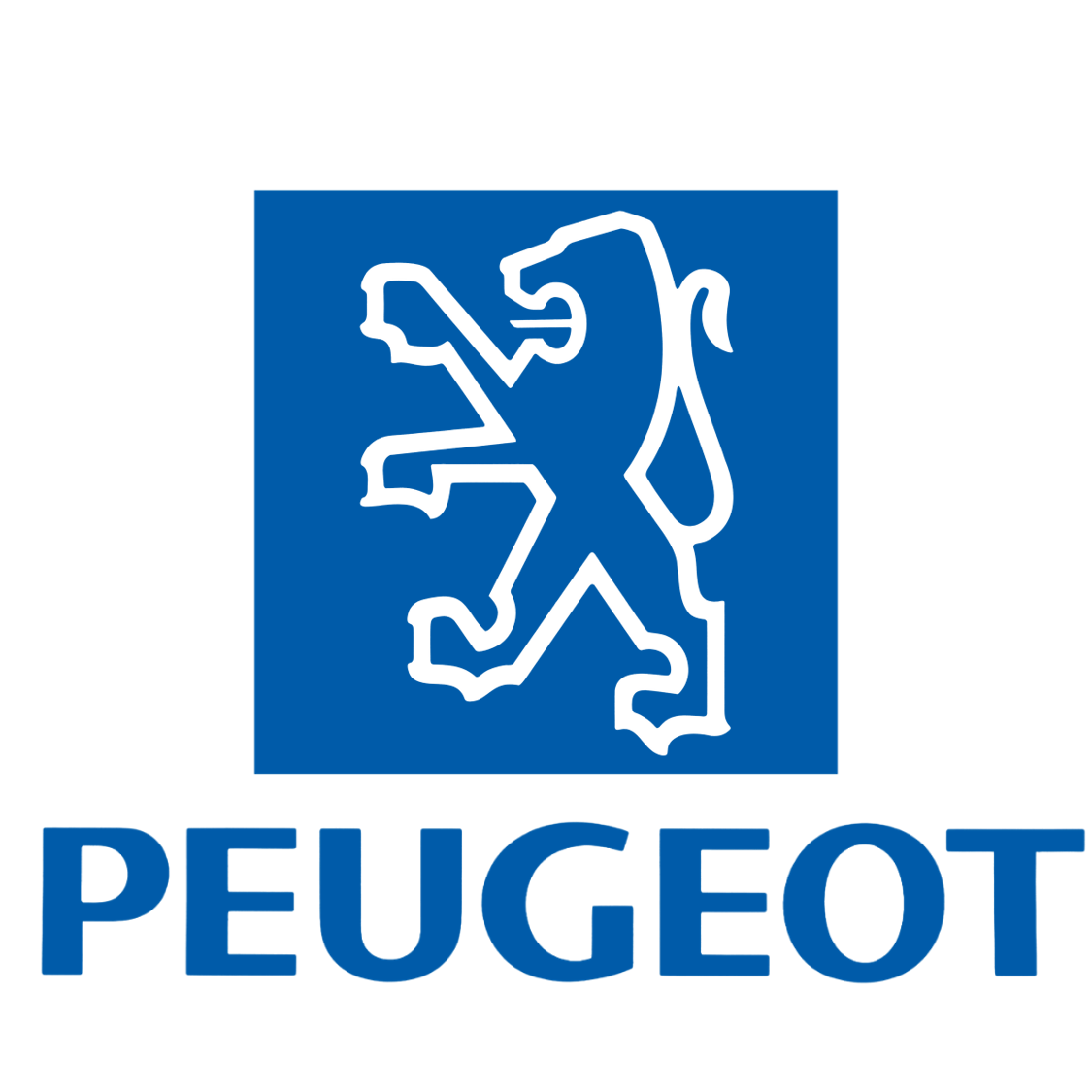
ロゴマーク(1991年 - 1998年)
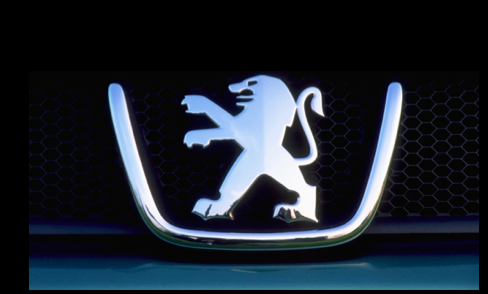
2010年までの旧エンブレム
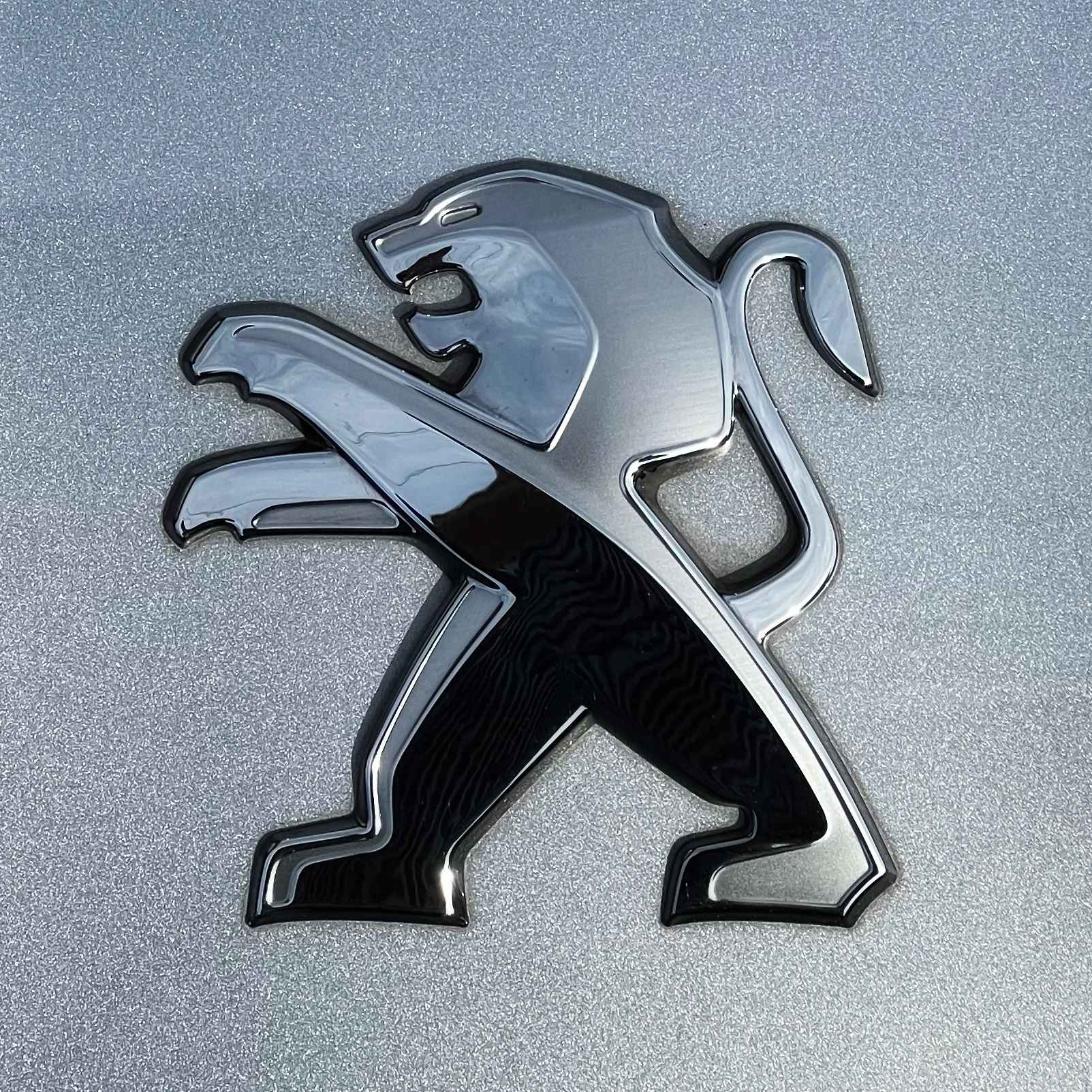
2021年までの旧エンブレム
2021年までのテキストロゴ
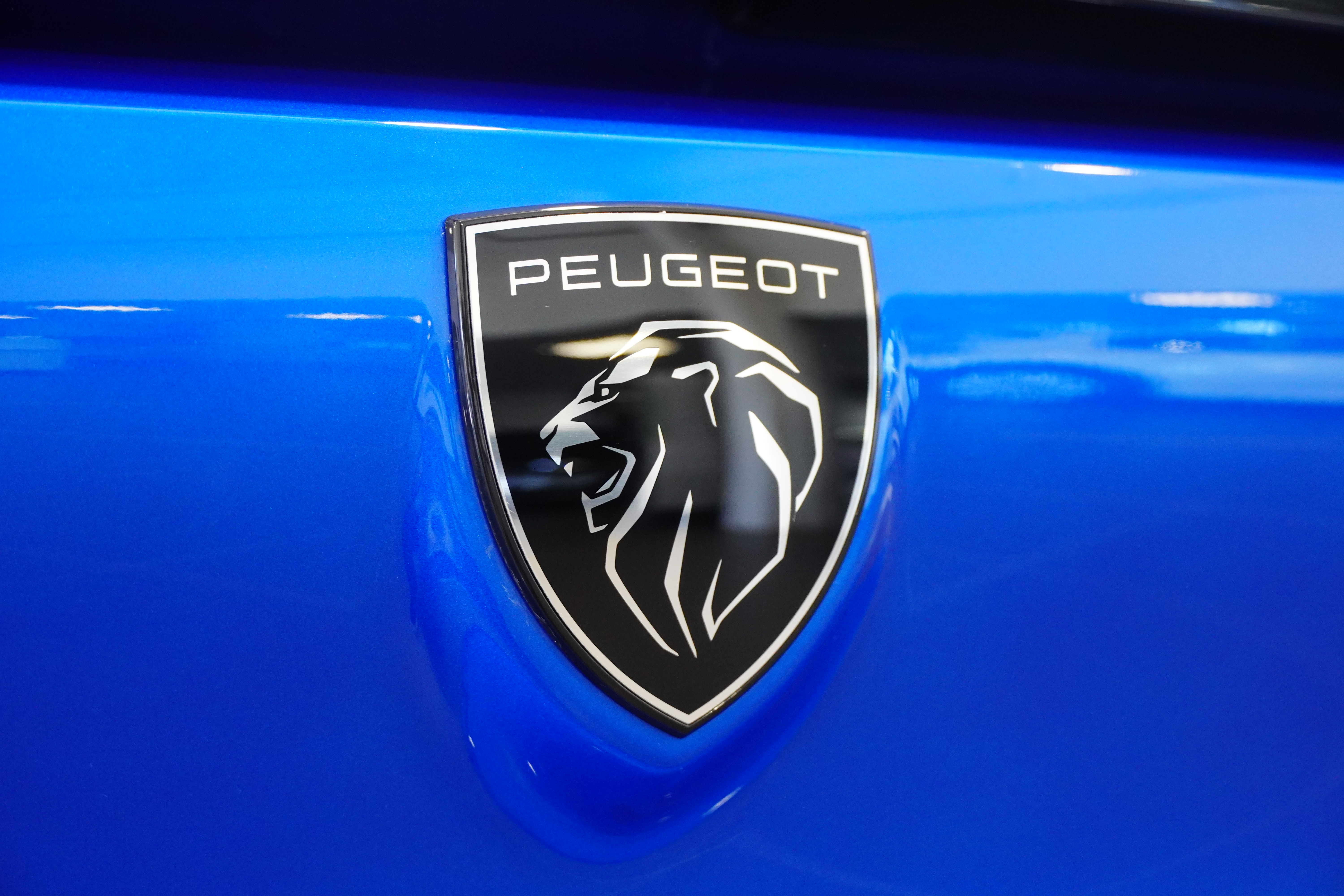
2021年より現行のエンブレム

## 車種一覧

### 現行モデル
- 208
- 301 (2012年)
- 308
- 408
- 508
- 2008
- 3008
- 5008
- パートナー
- リフター
- エキスパート
- トラベラー
- ボクサー

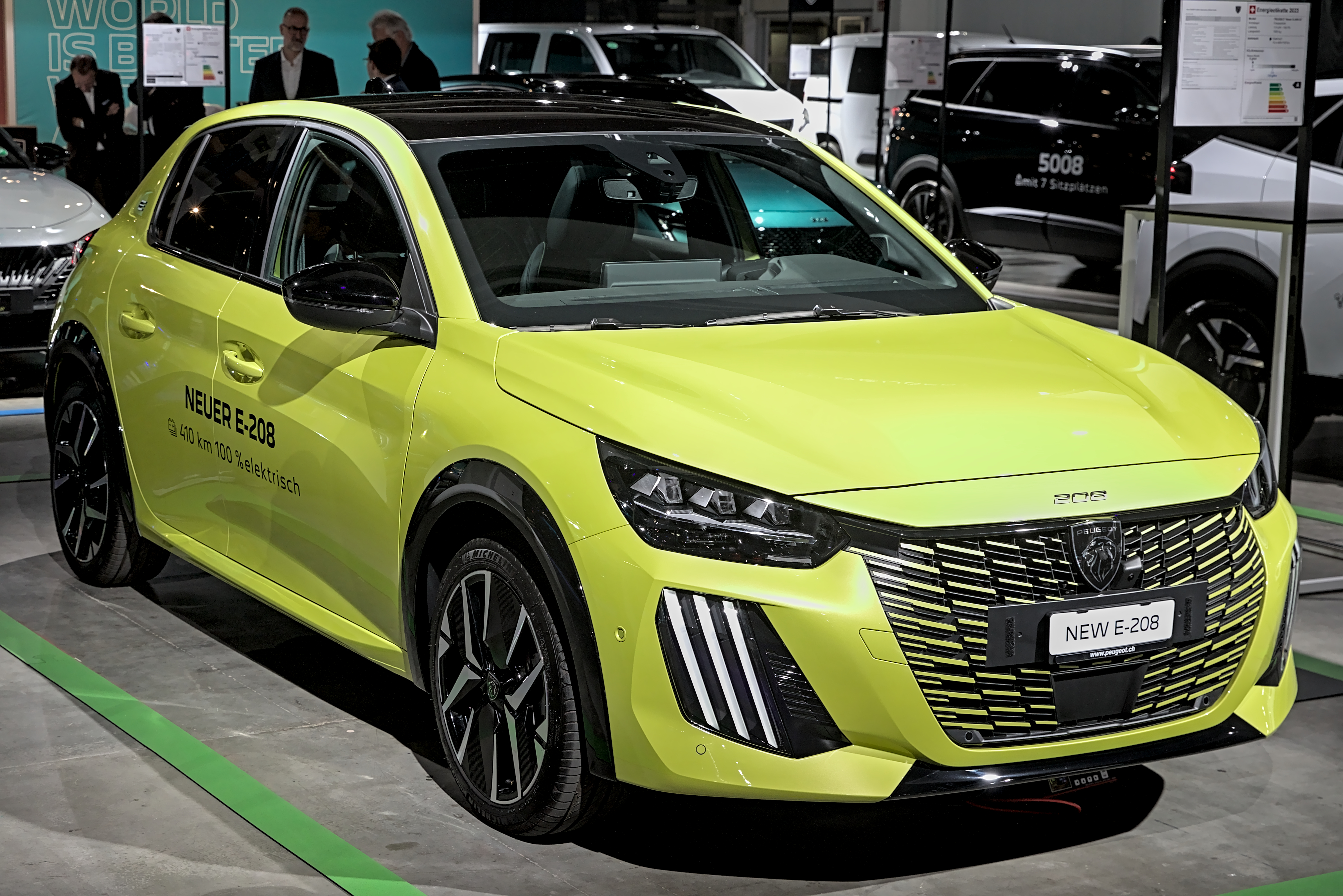
e-208
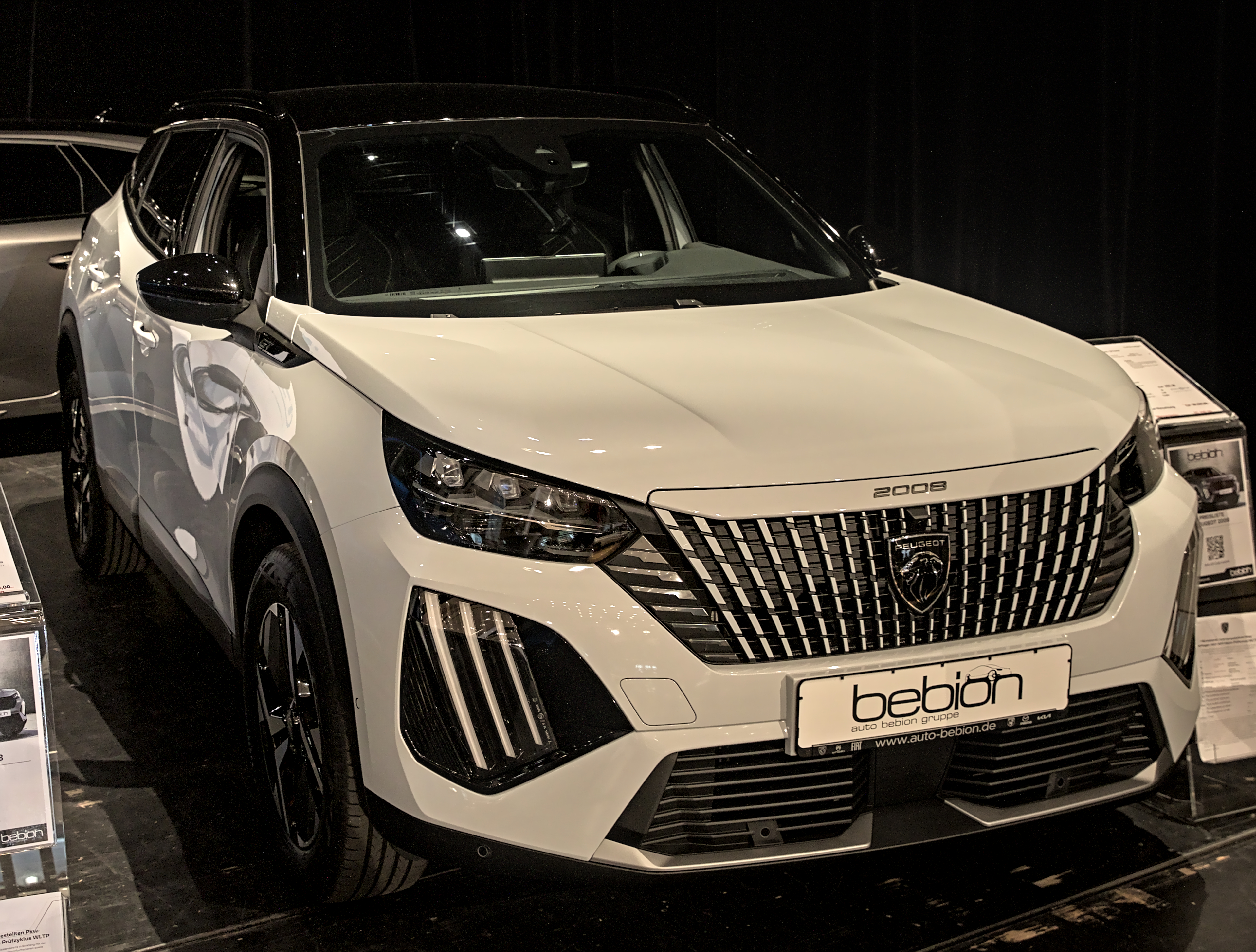
2008
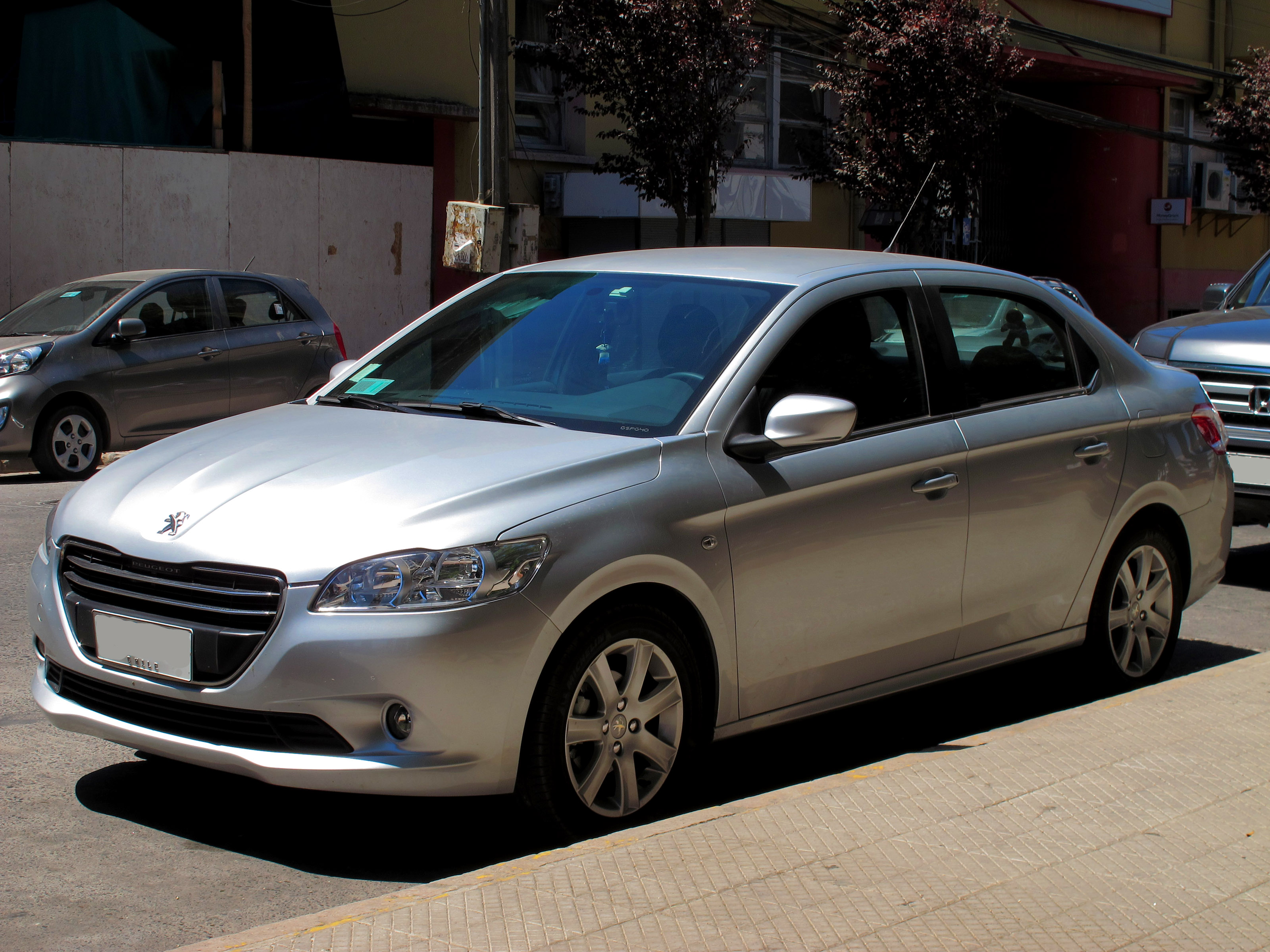
301
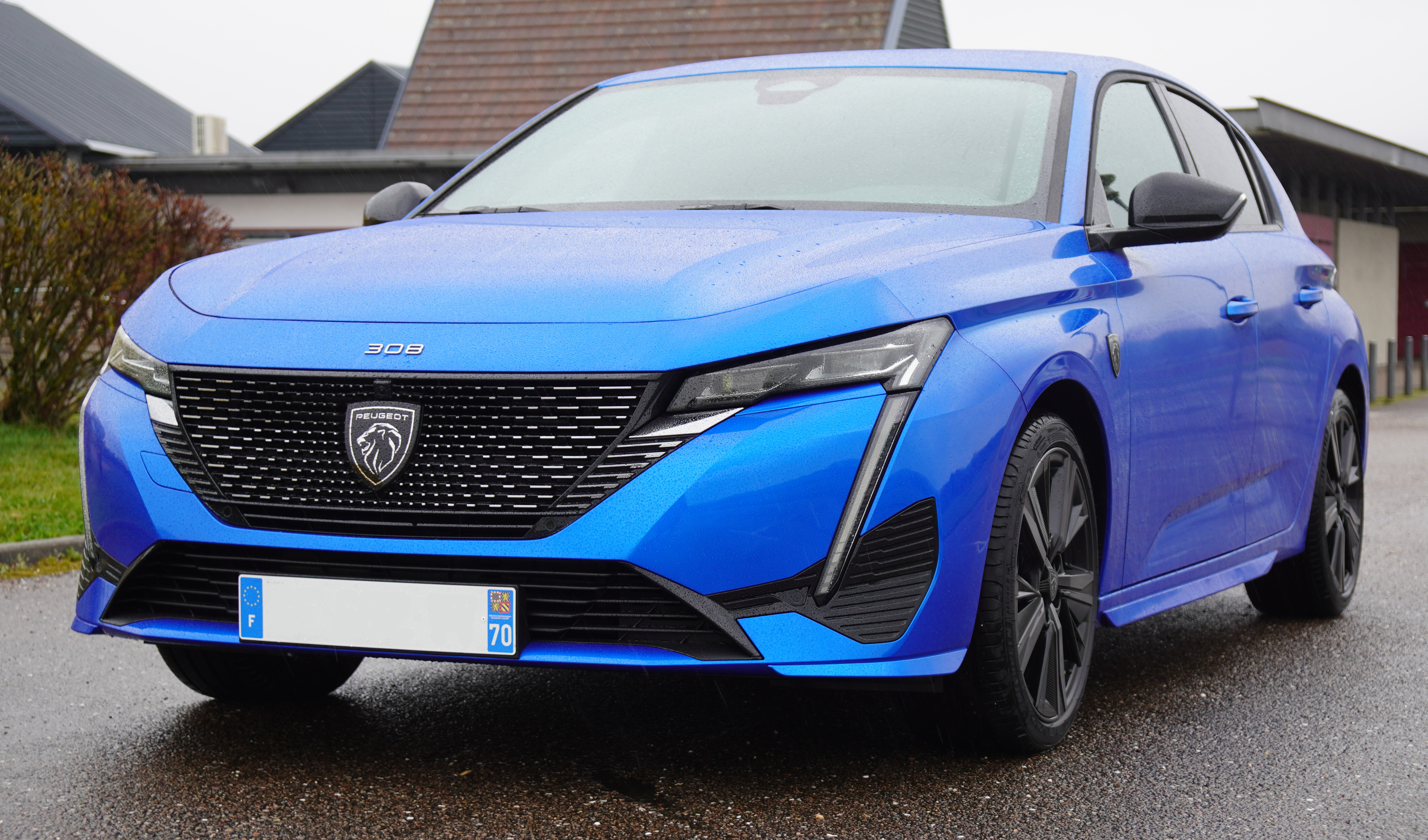
308
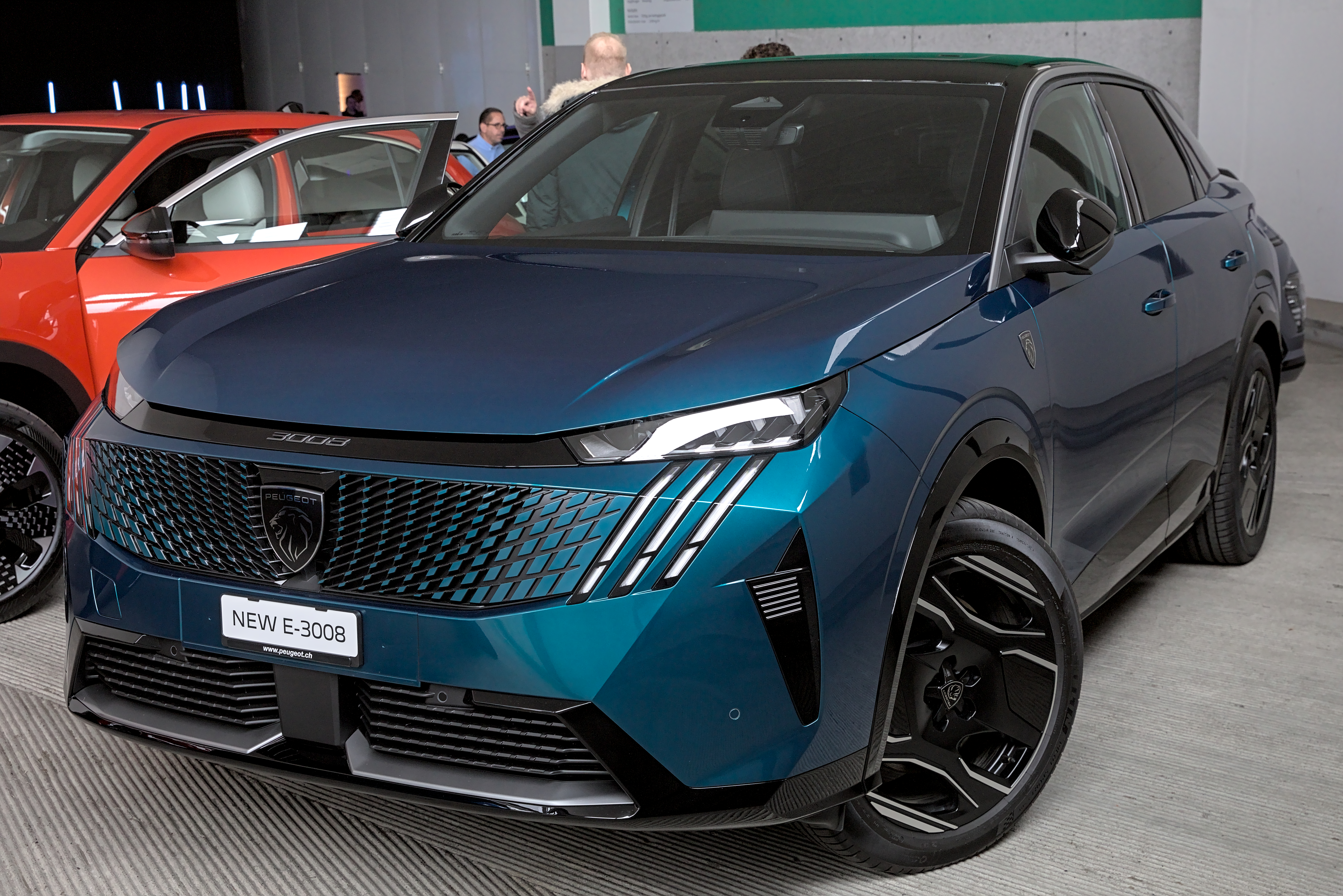
e-3008
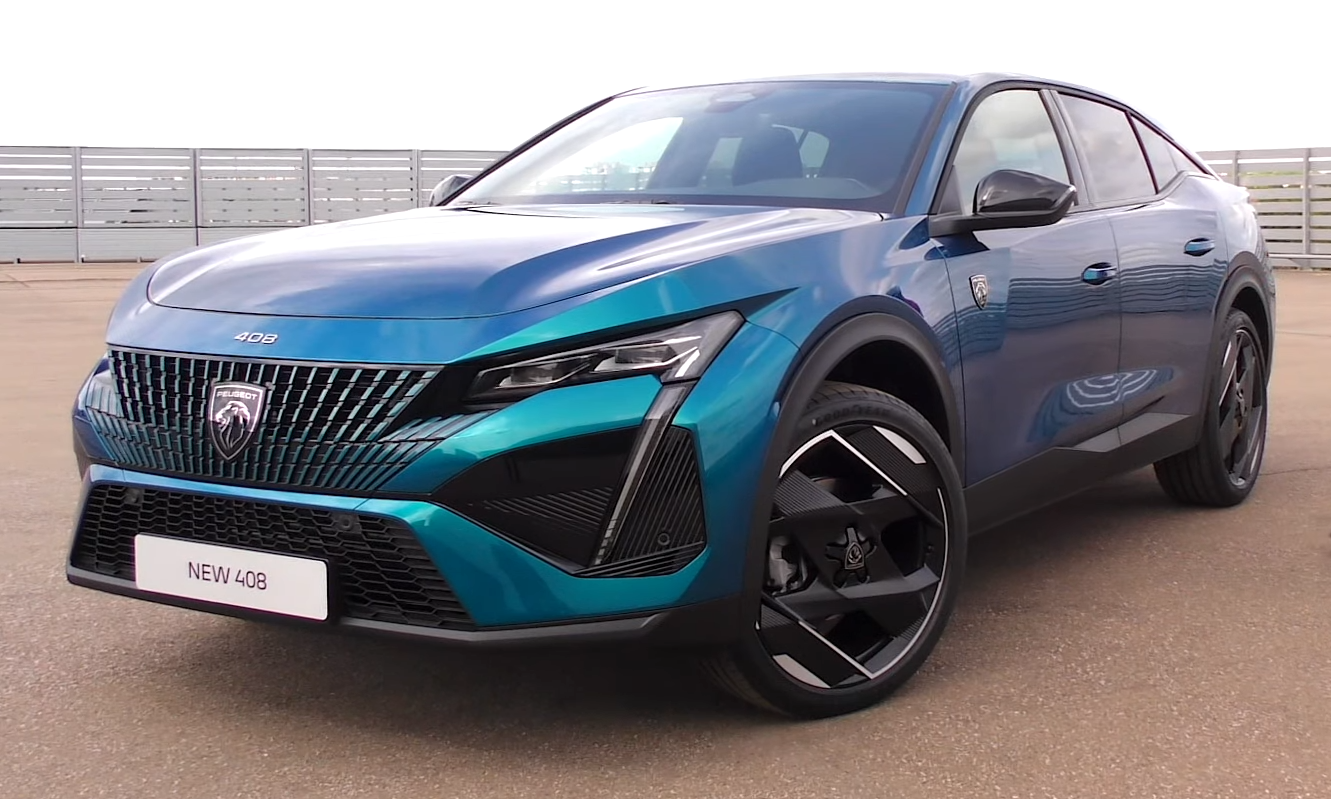
408
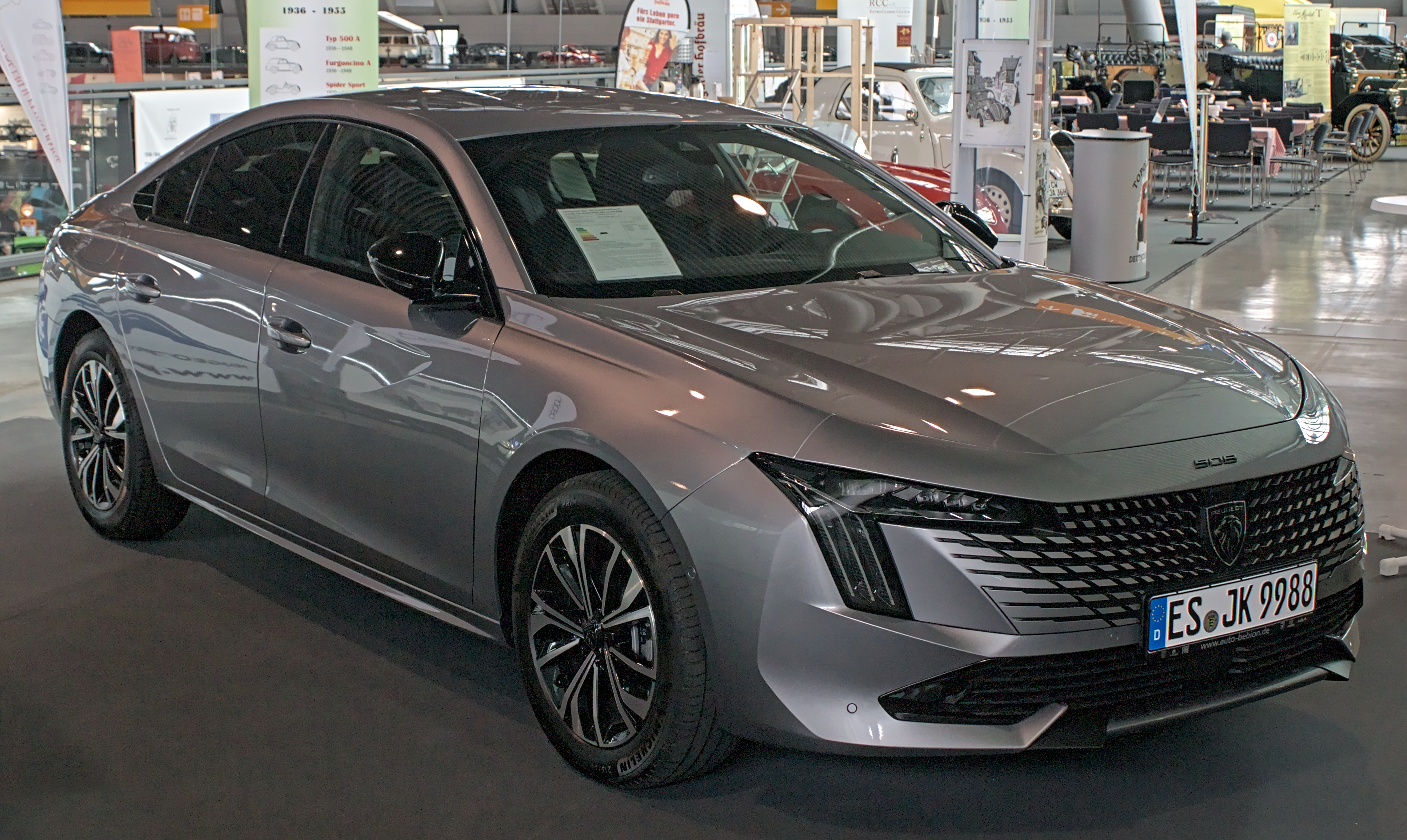
508
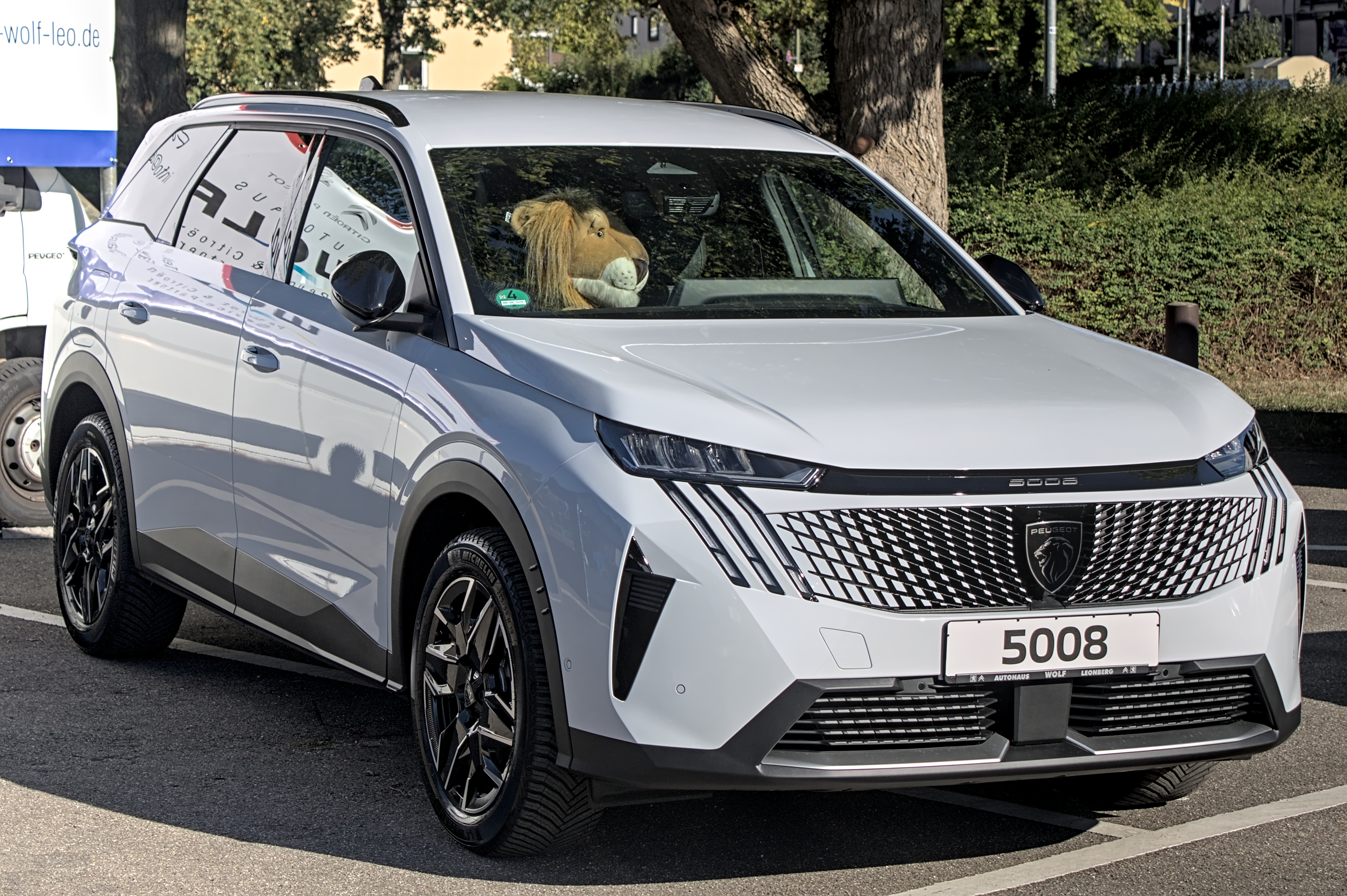
5008
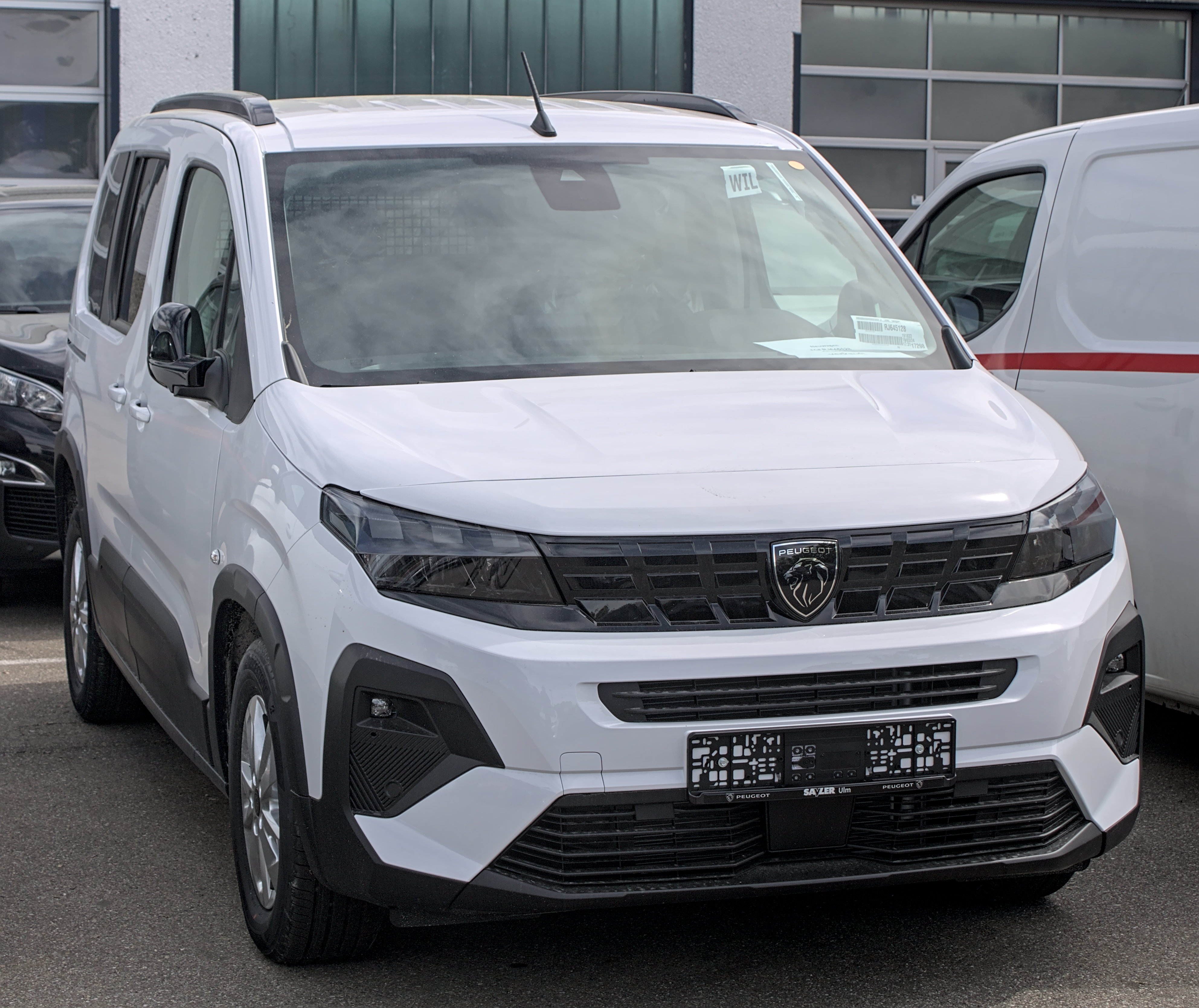
リフター
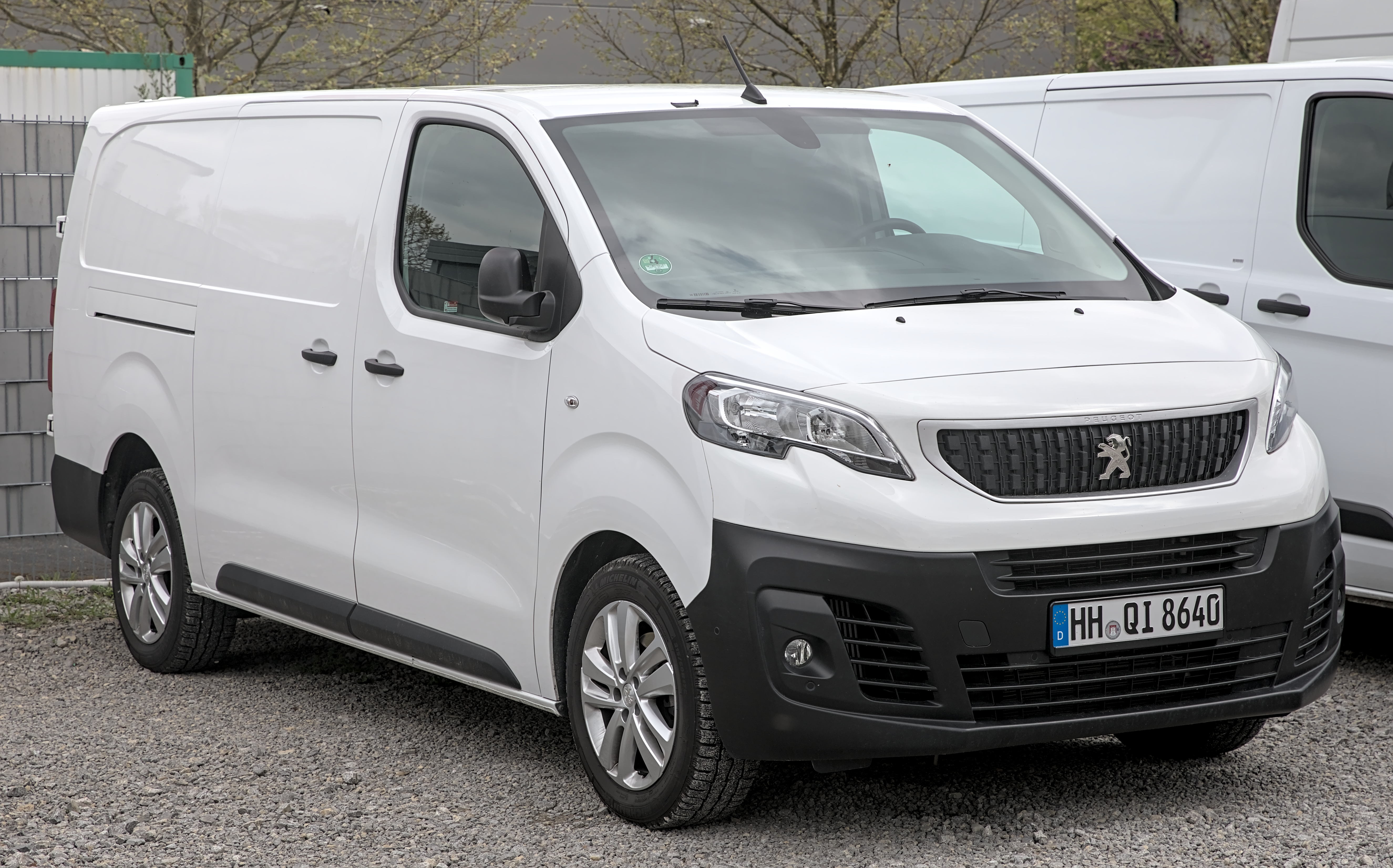
エキスパート
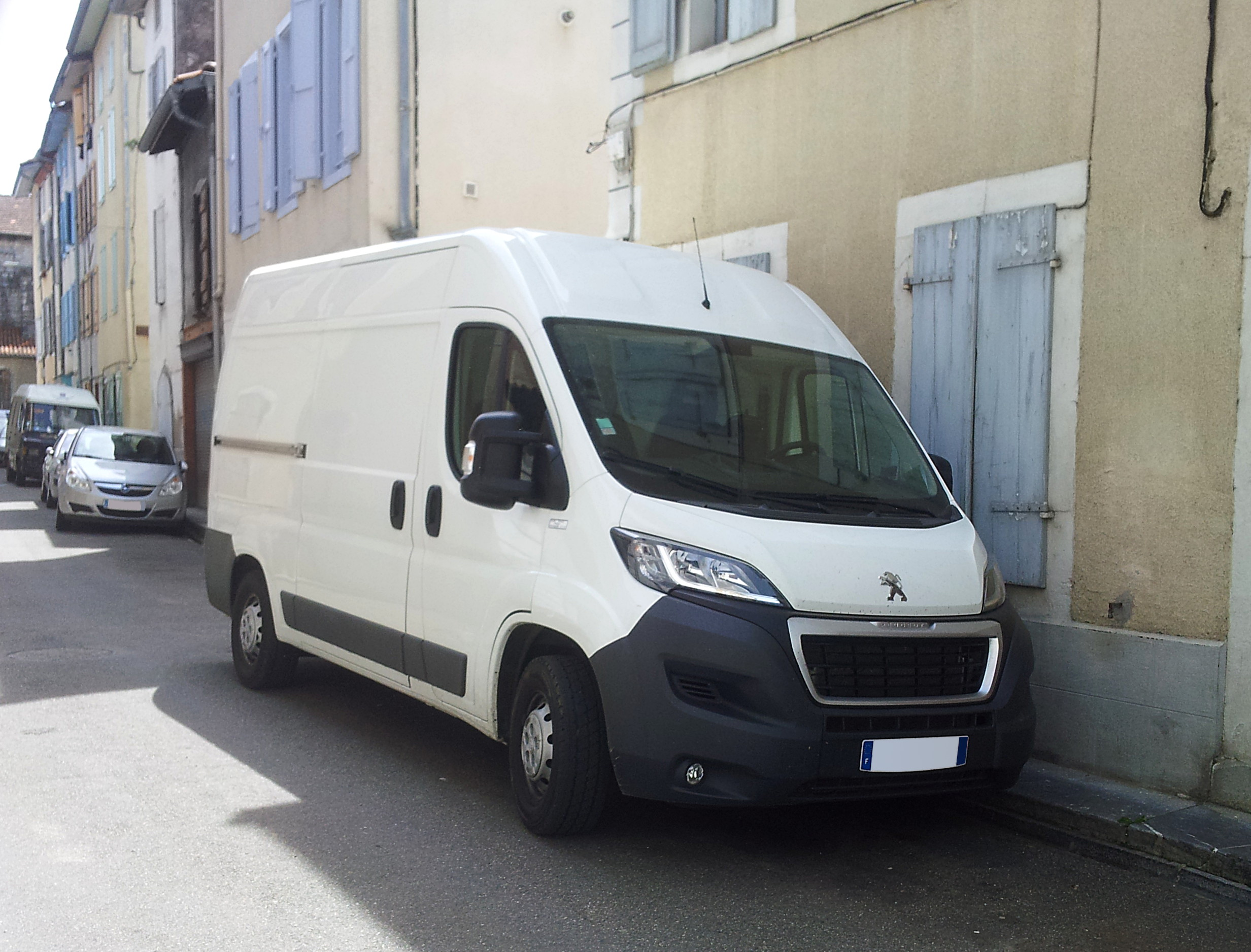
ボクサー

### 過去のモデル

#### 100番台
- 101（フランス語版）
- 102（フランス語版）
- 103（フランス語版）
- 104
- 106
- 107
- 108

#### 200番台
- 201
- 202（英語版）
- 203
- 204
- 205
- 206
- 207

#### 300番台
- 301 (1932年)（英語版）
- 304
- 305
- 306
- 307
- 309

#### 400番台
- 401（英語版）
- 402（英語版）
- 403
- 404
- 405
- 406
- 407

#### 500番台
- 504
- 505

#### 600番台
- 601
- 604
- 605
- 607

#### 800番台
- 801（スペイン語版）
- 802（スペイン語版）
- 806
- 807

#### 1000番台
- 1007

#### 4000番台
- 4007
- 4008

#### その他
- RCZ
- イオン
- ビッパー（英語版）

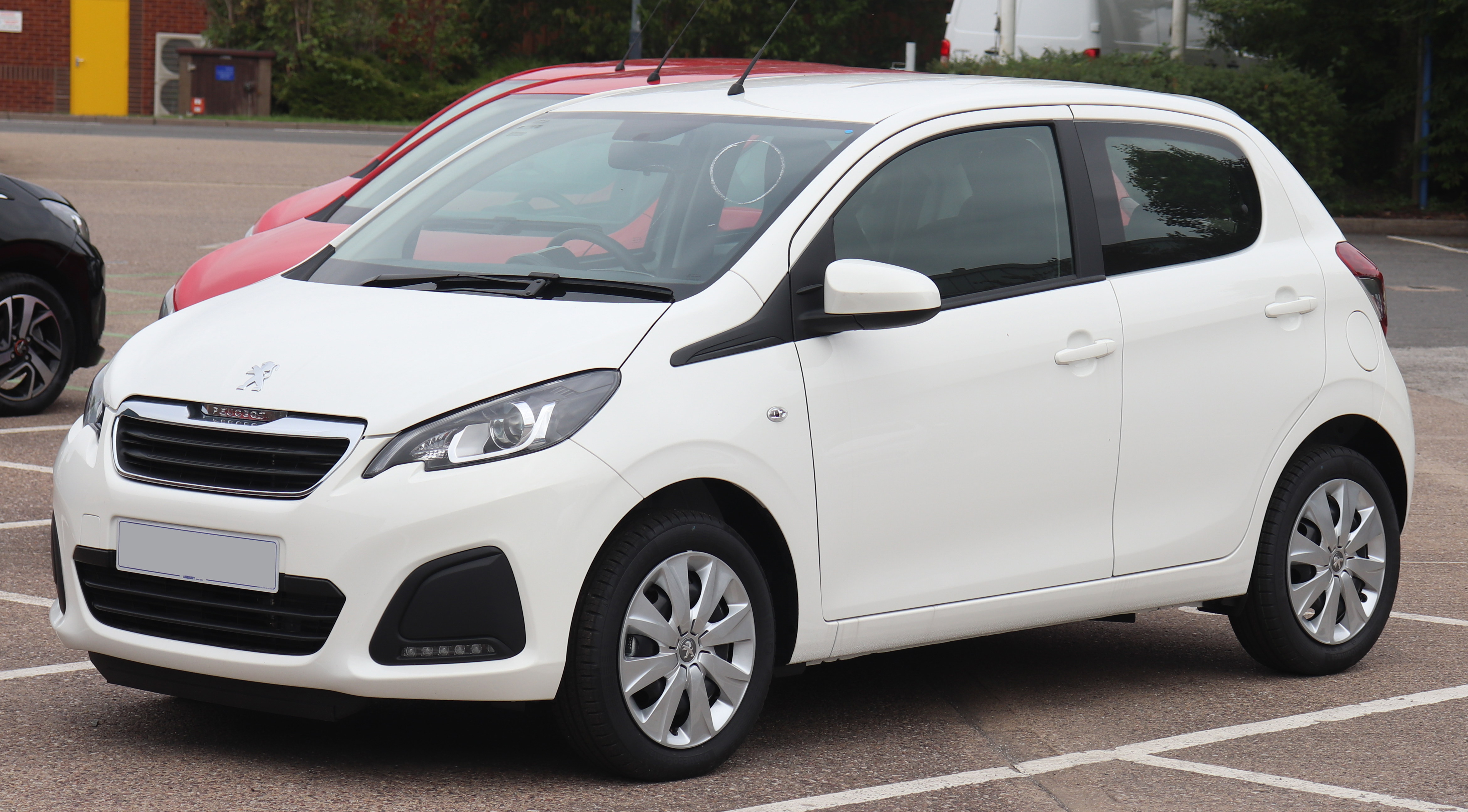
108
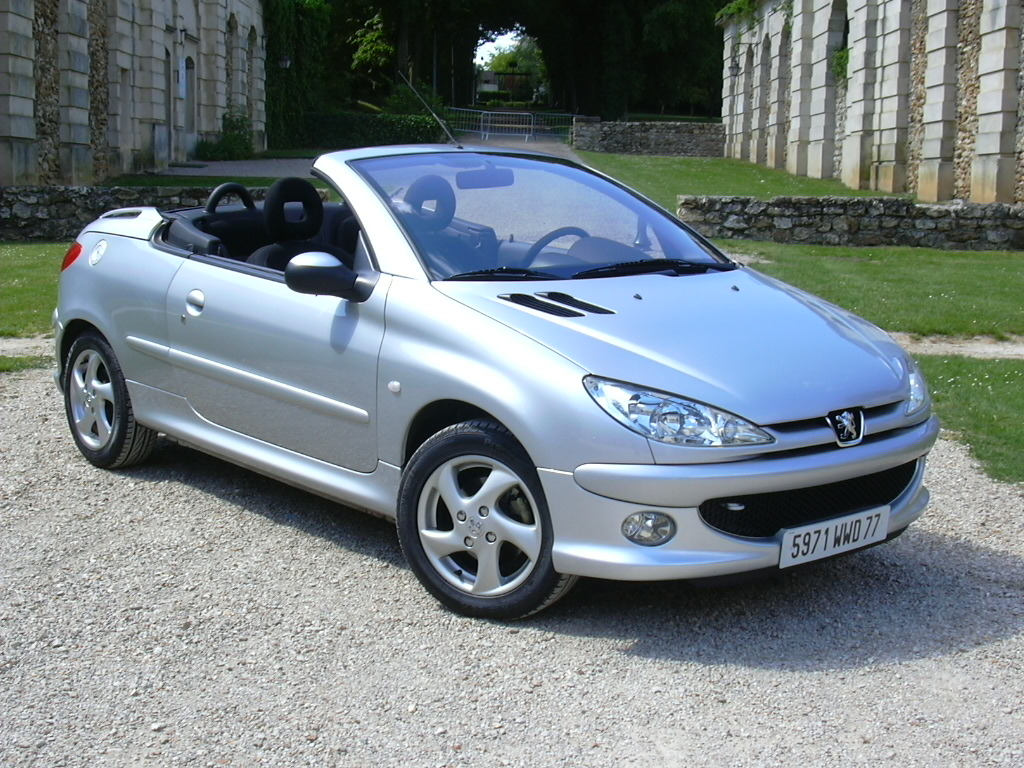
206CC
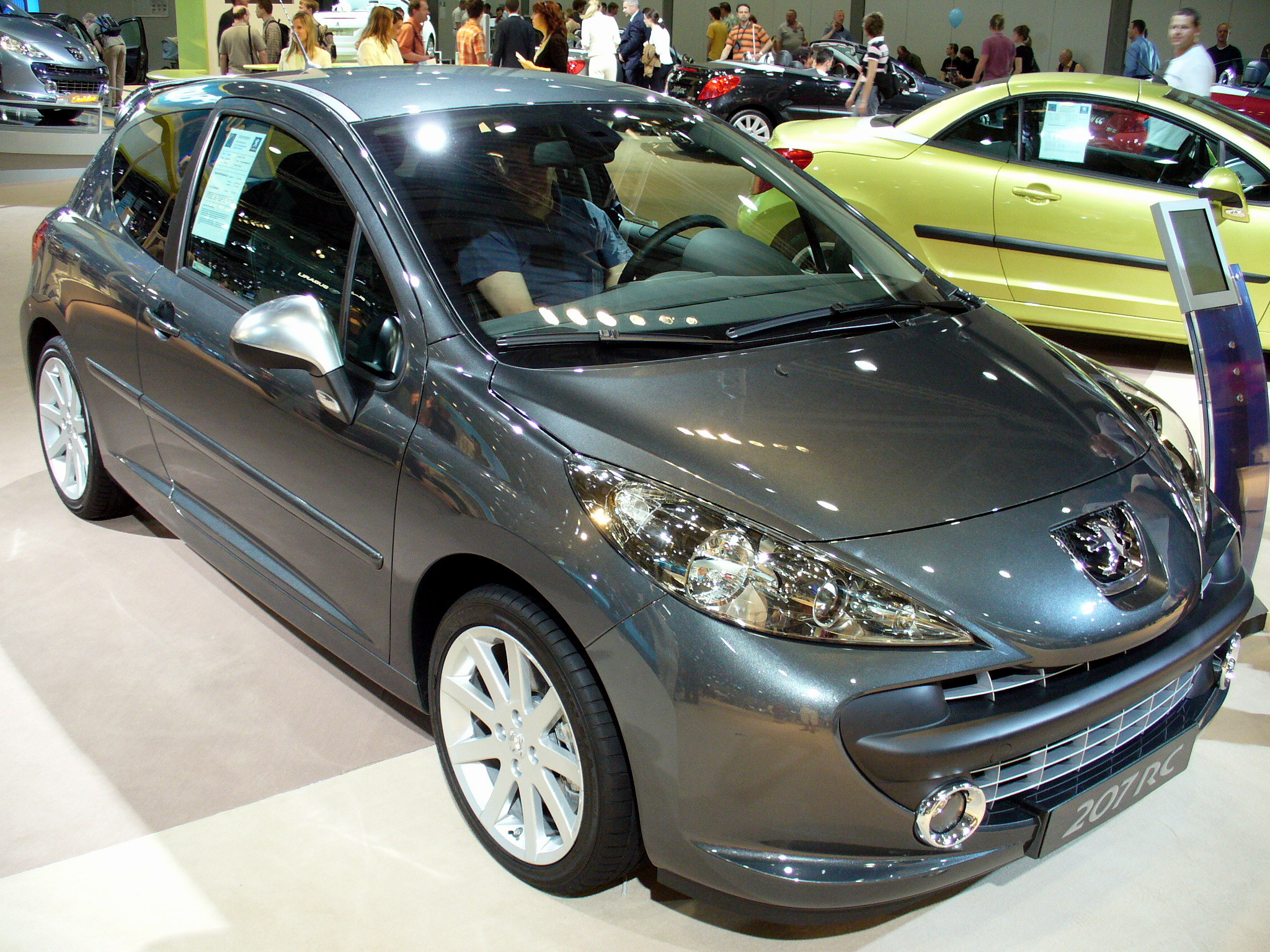
207
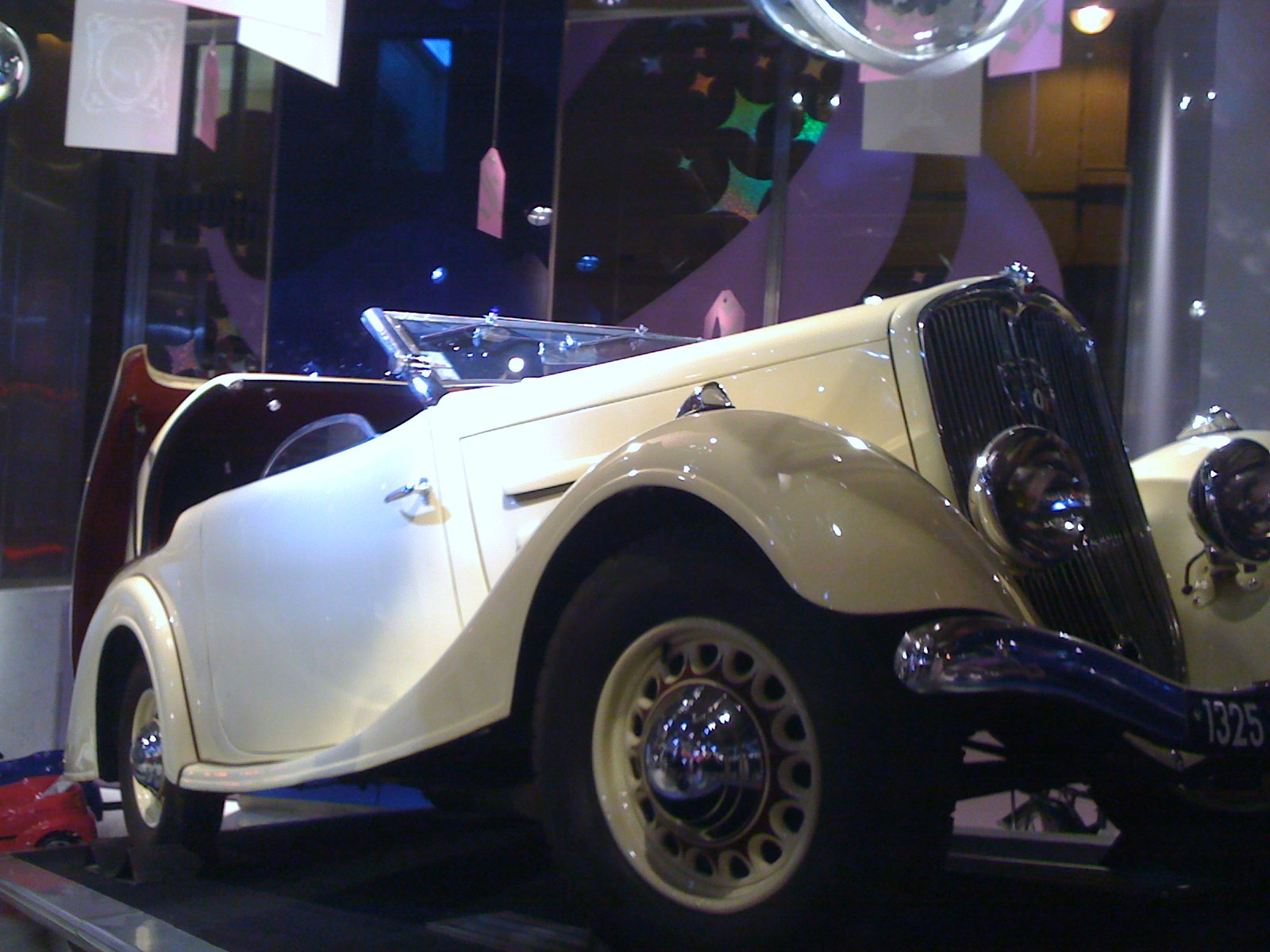
401エクリプス（1934年、クーペカブリオレの始祖]）
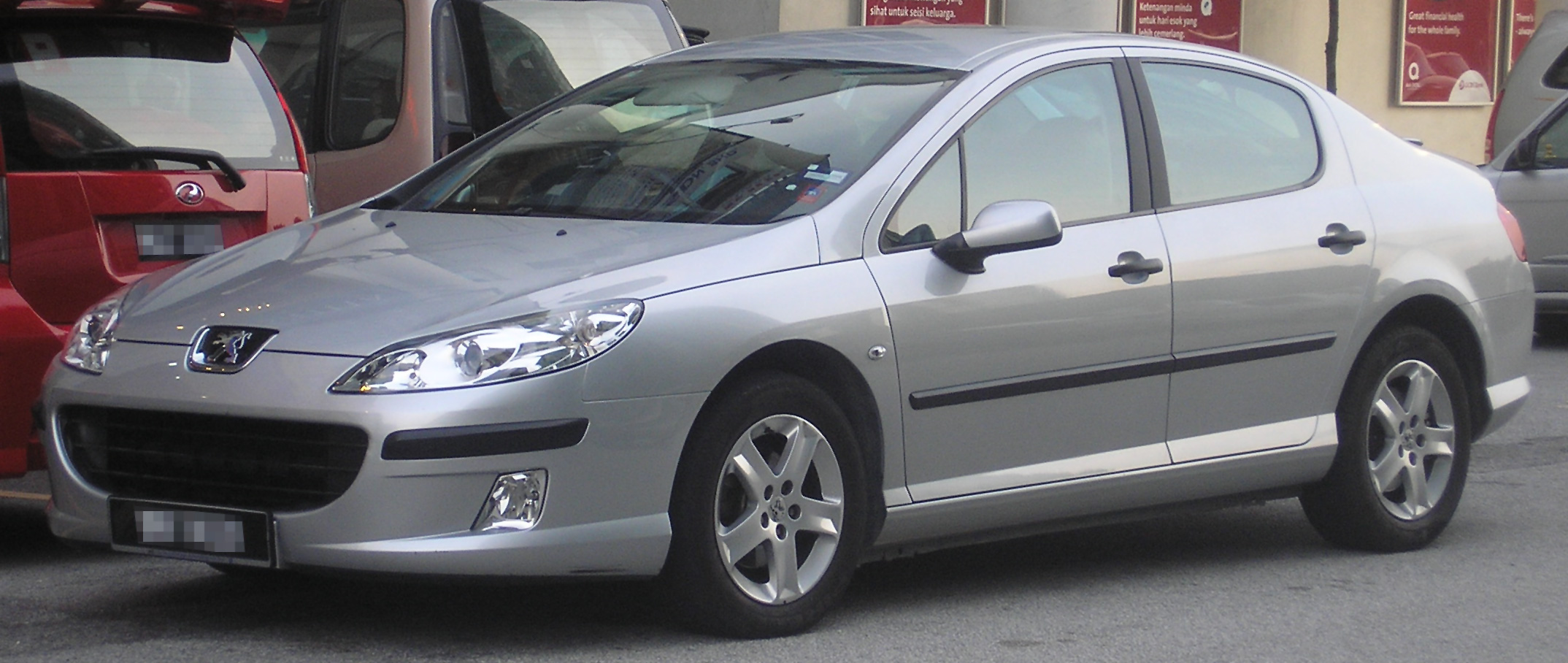
407
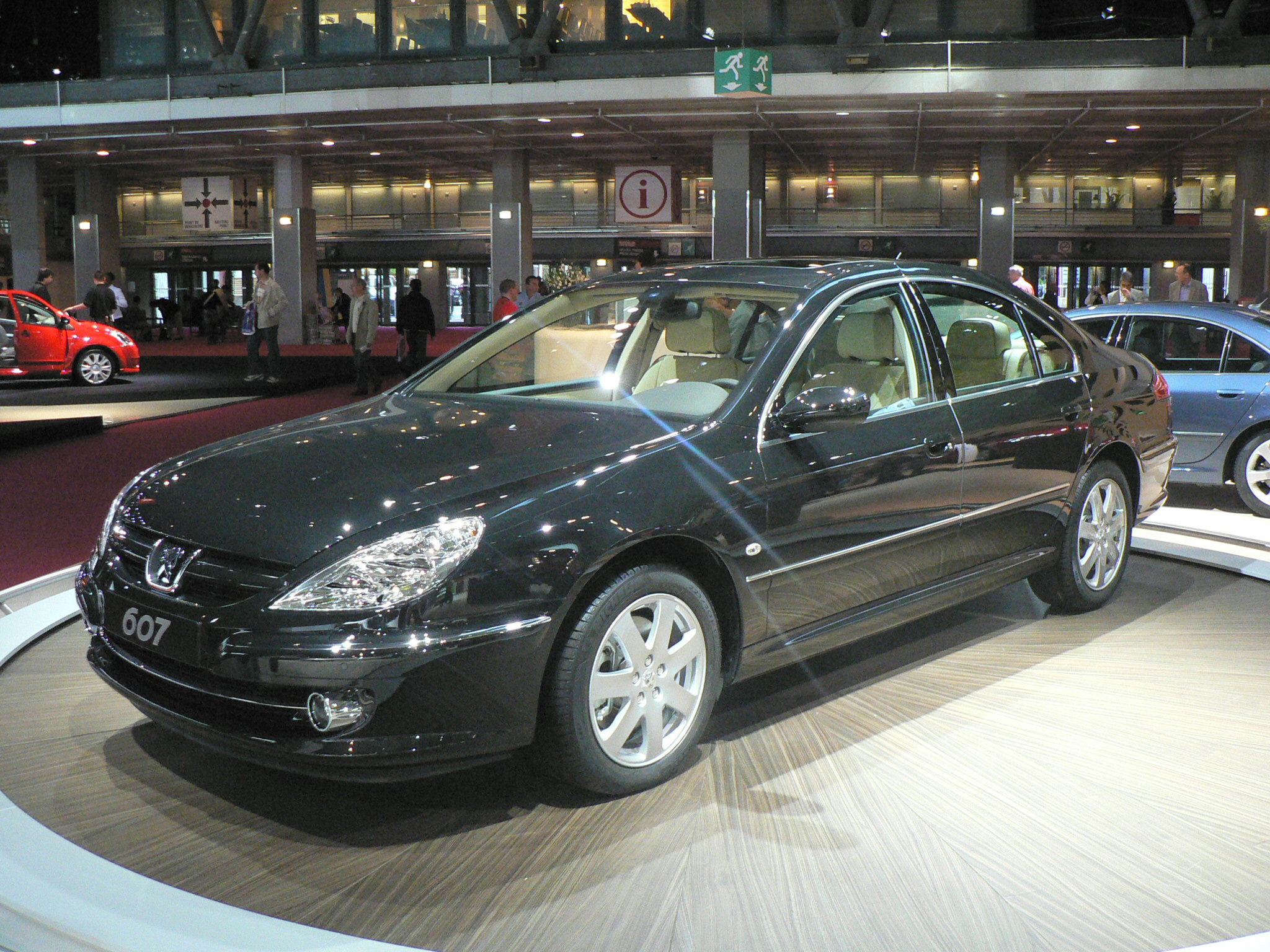
607
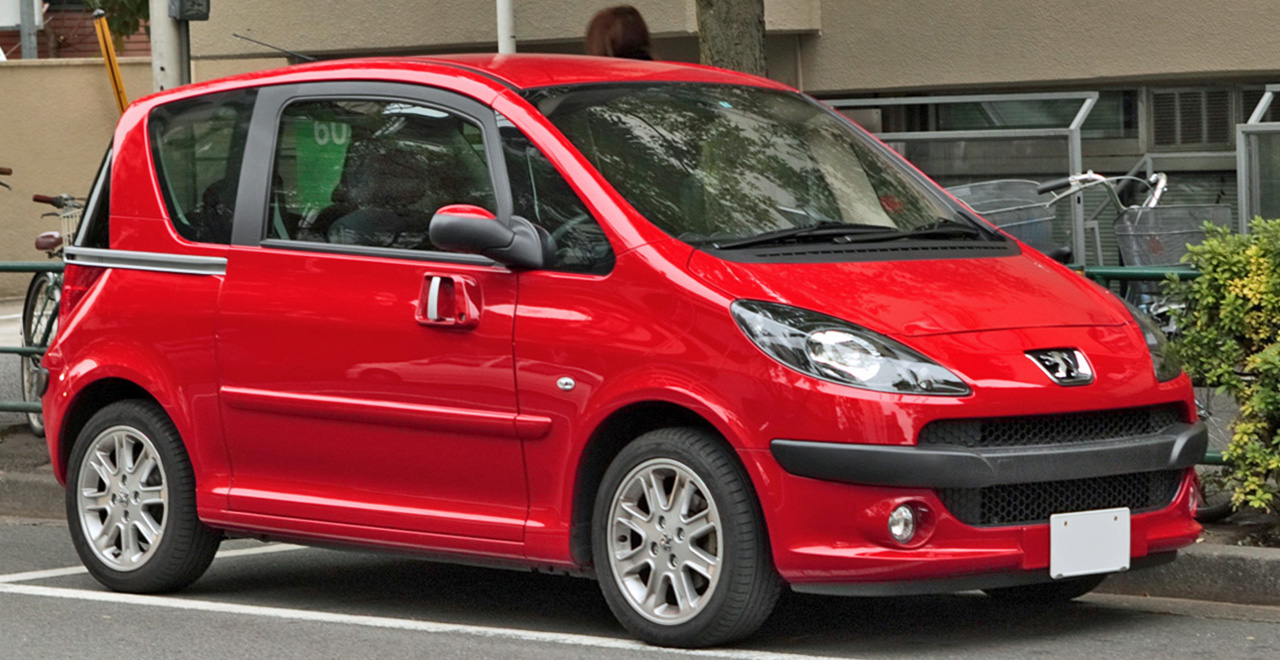
1007
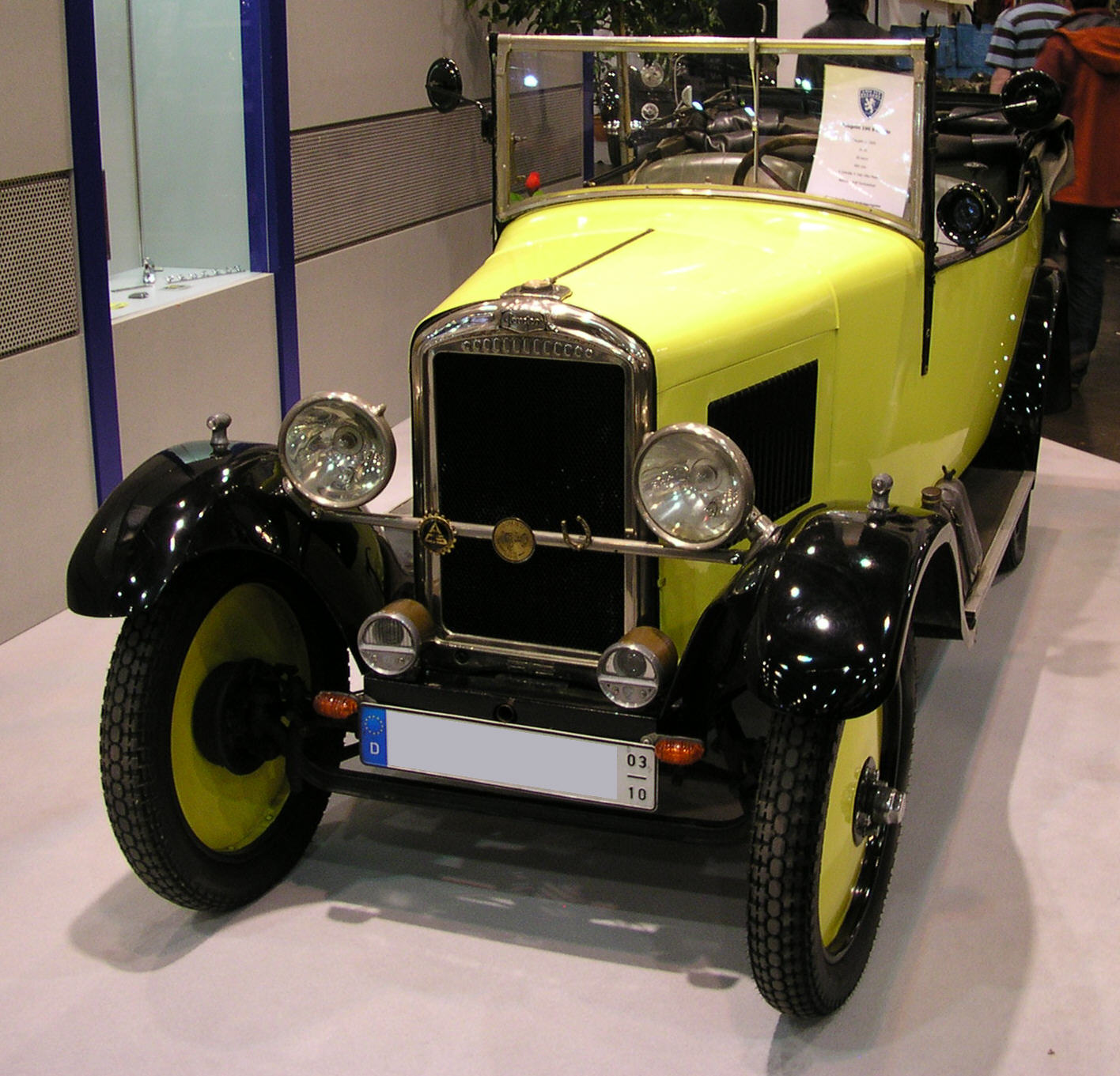
190S（1929年）
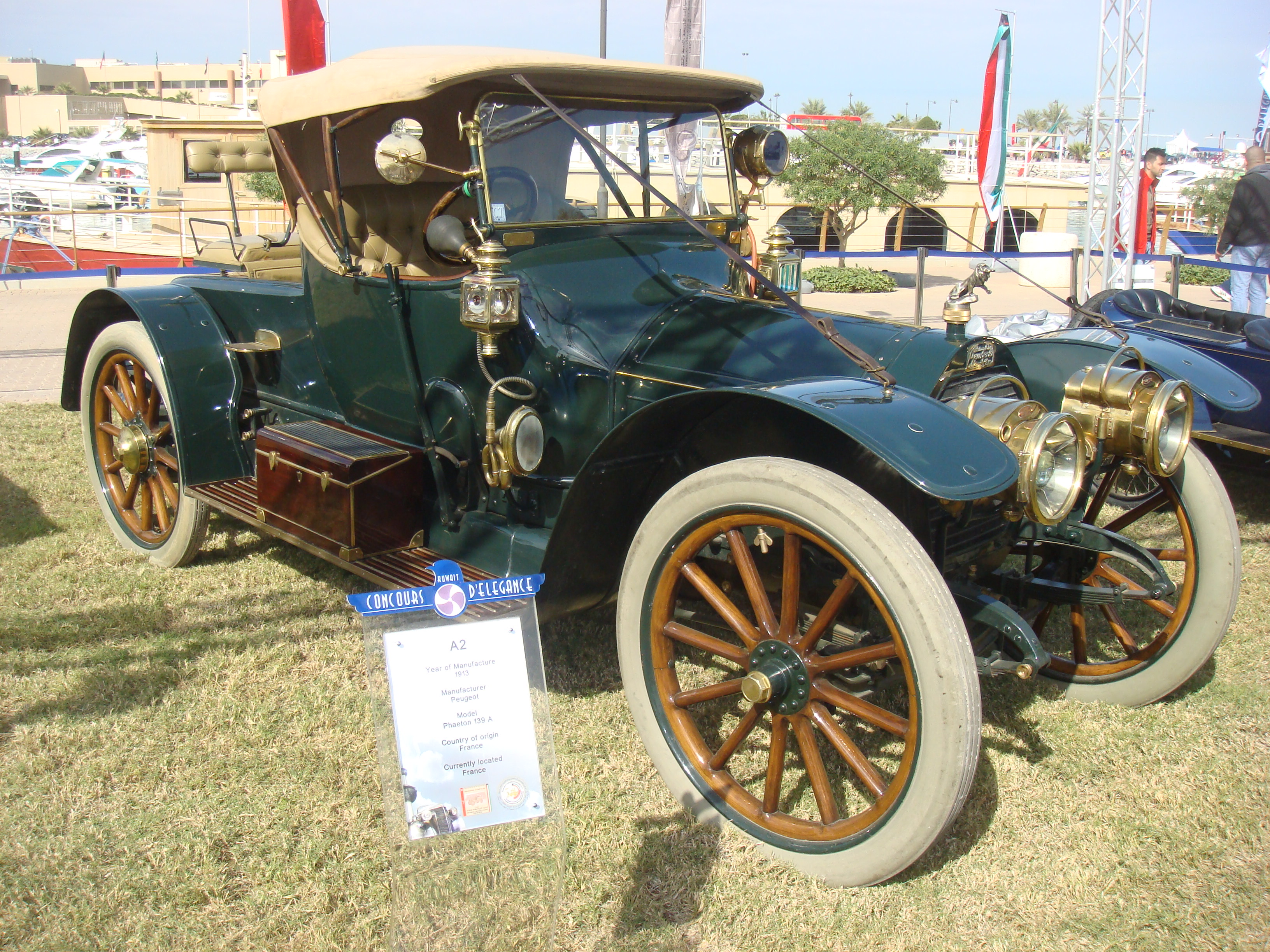
Phaeton 139A（1913年）
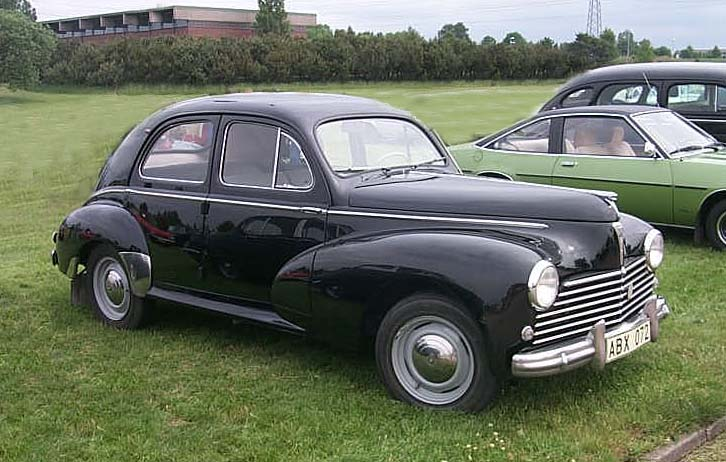
203
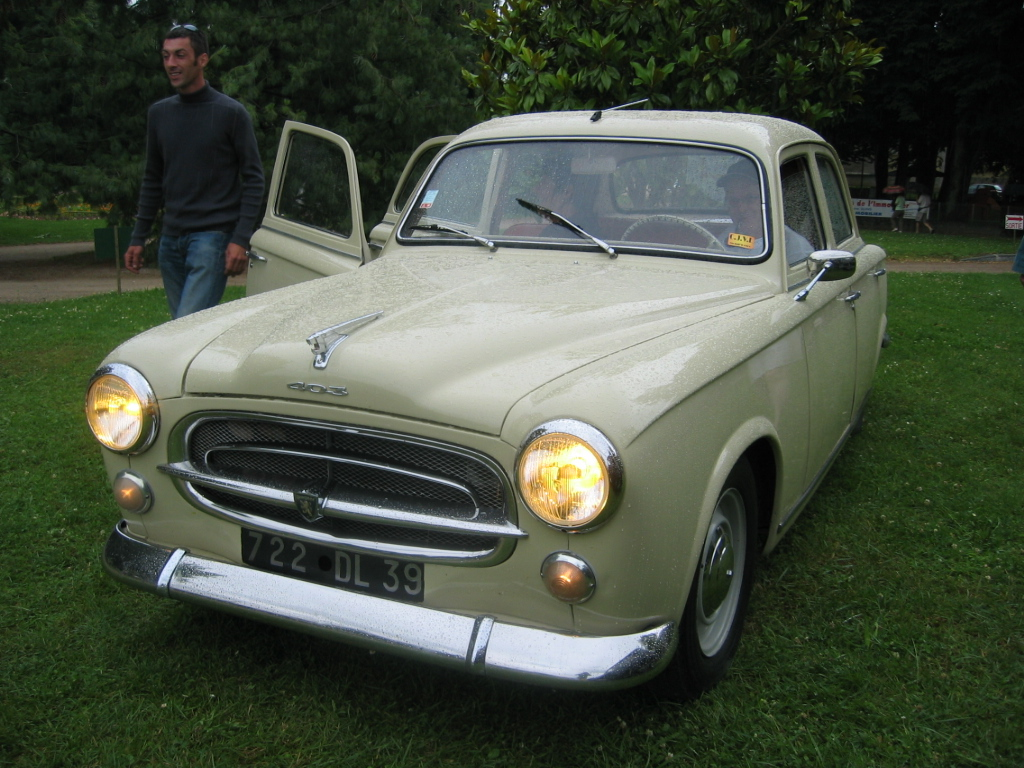
403
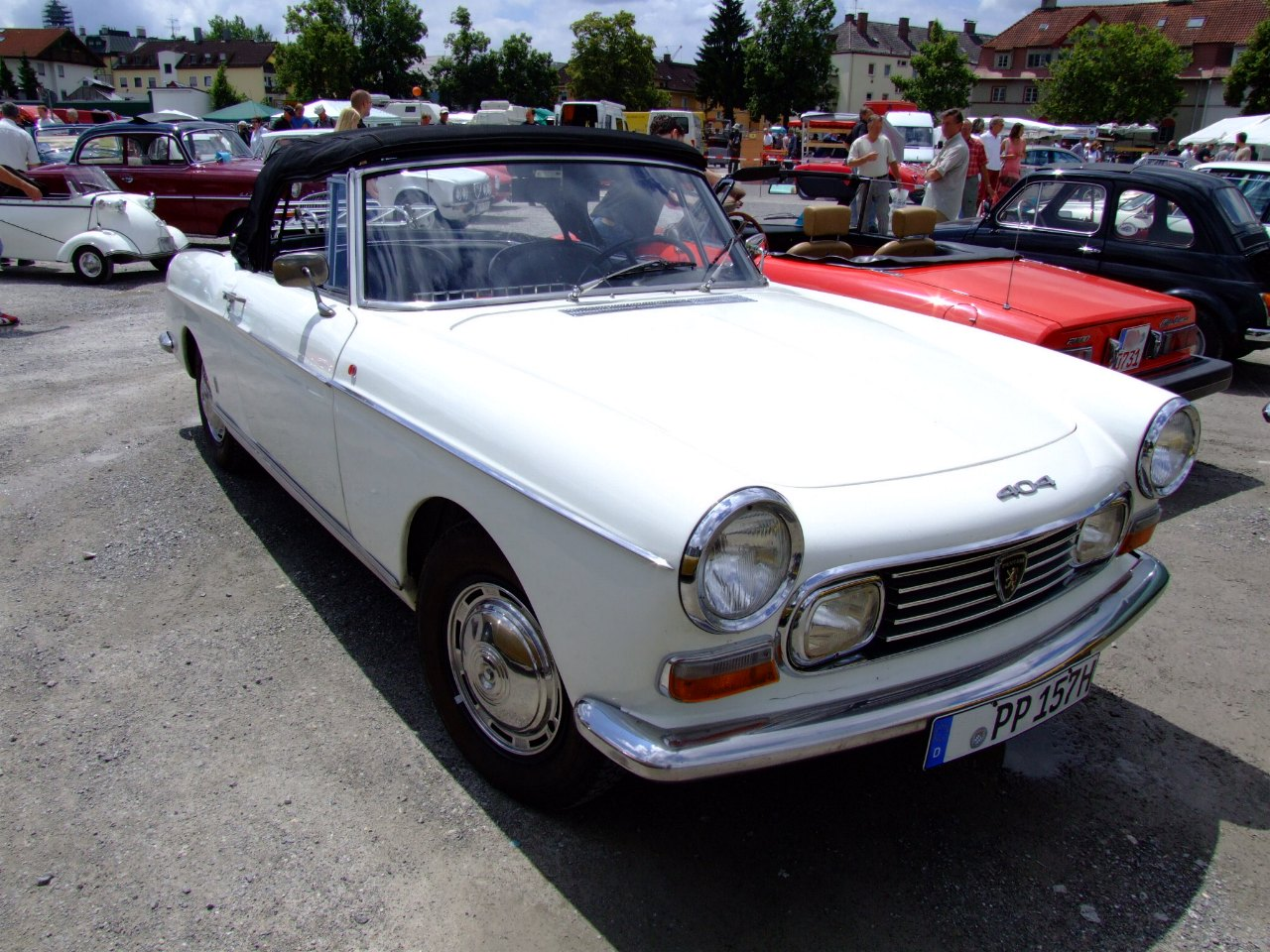
404カブリオレ
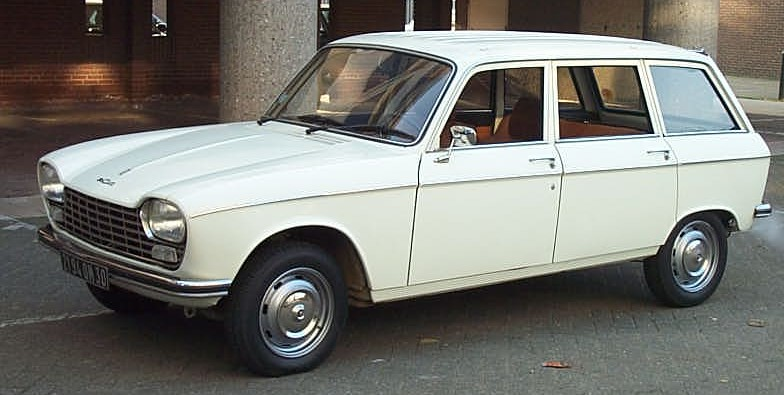
204ブレーク
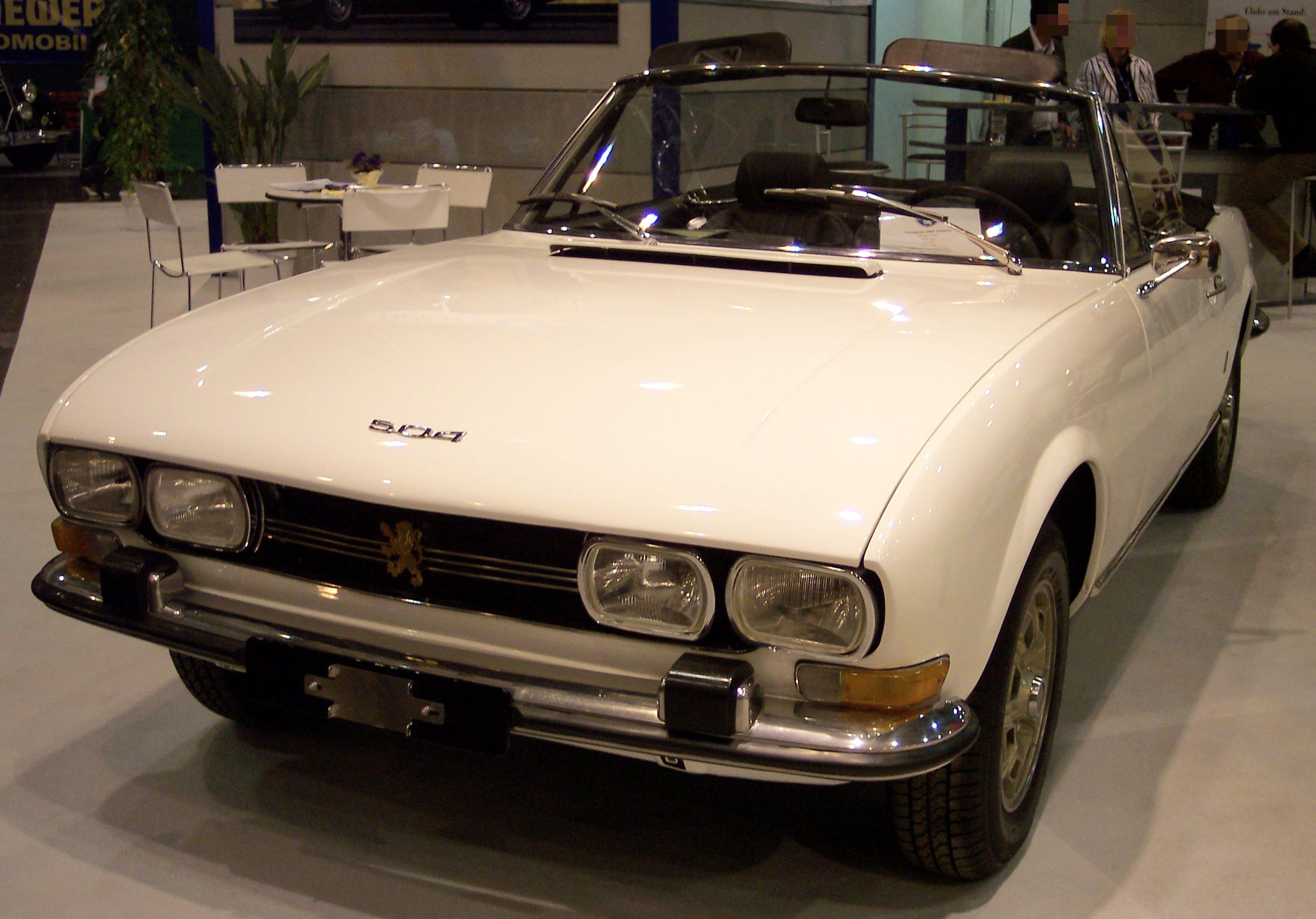
504カブリオレ
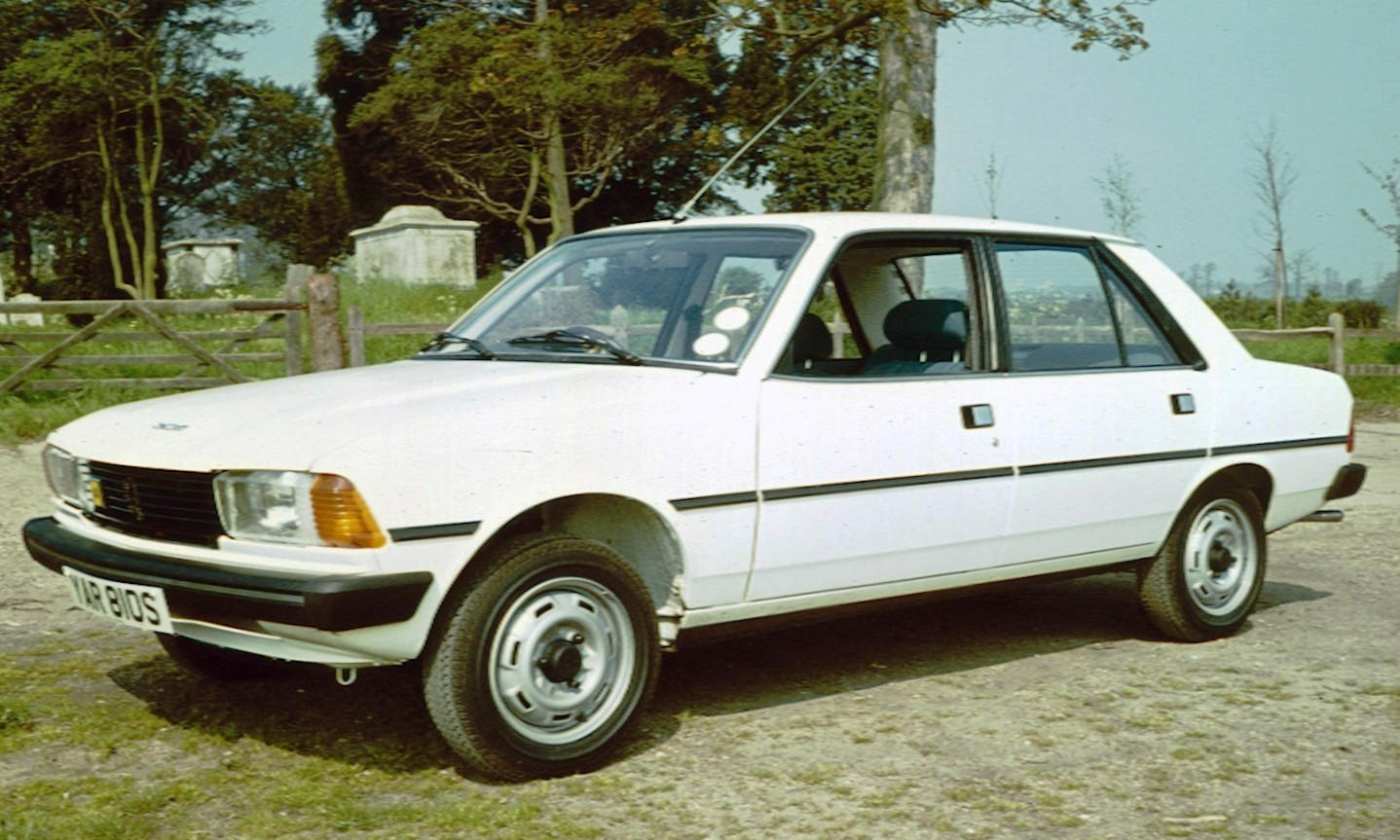
305
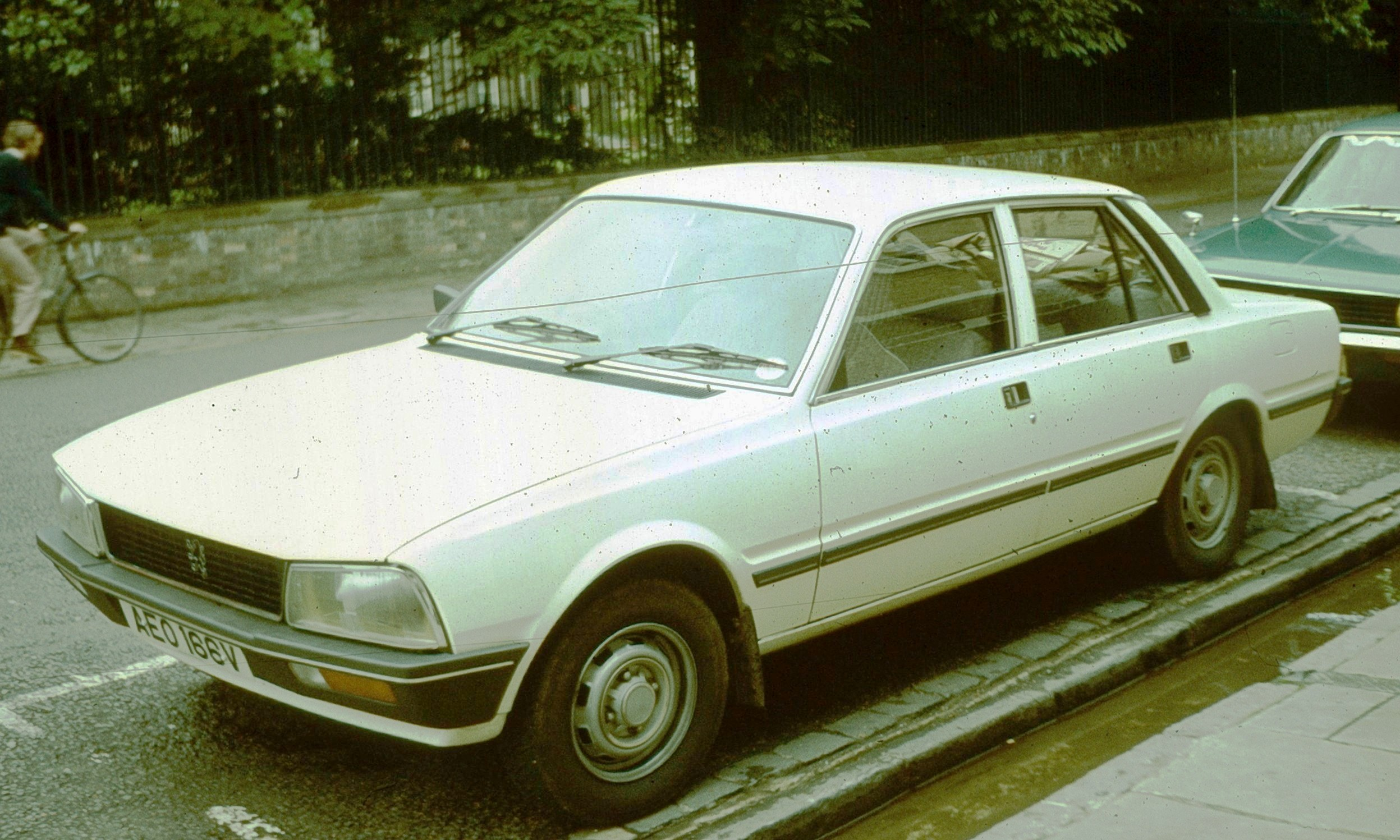
505
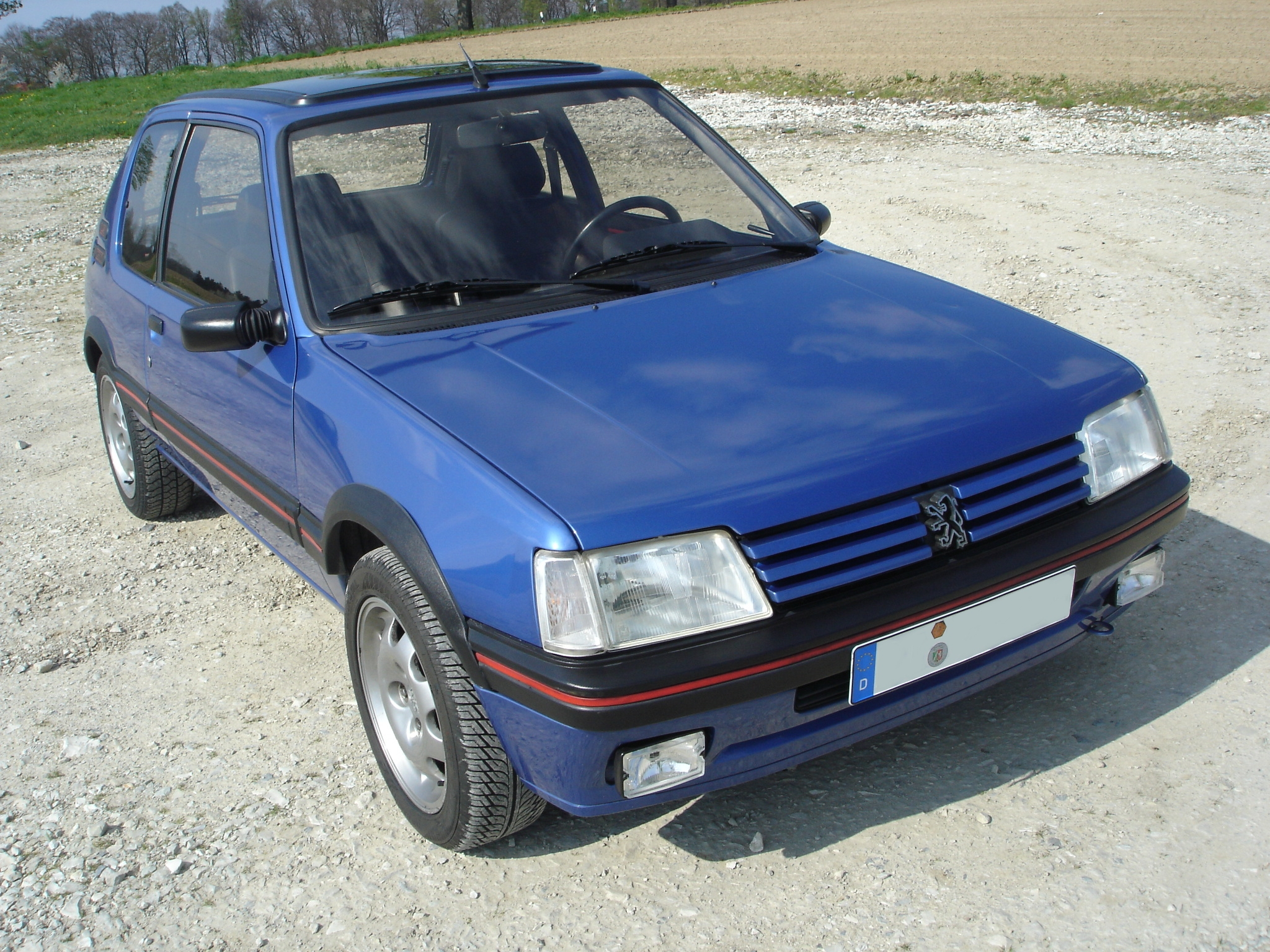
205GTI
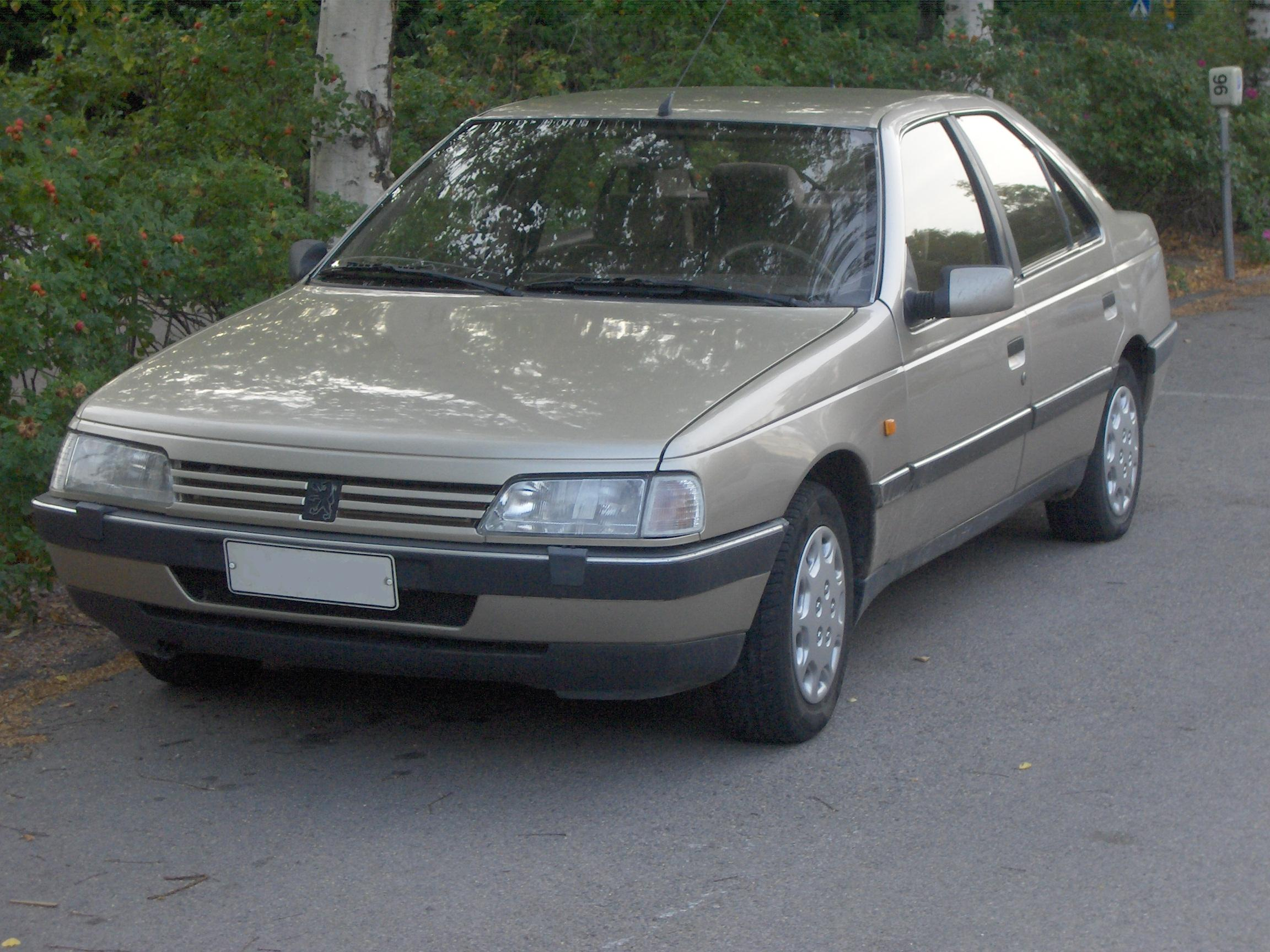
405
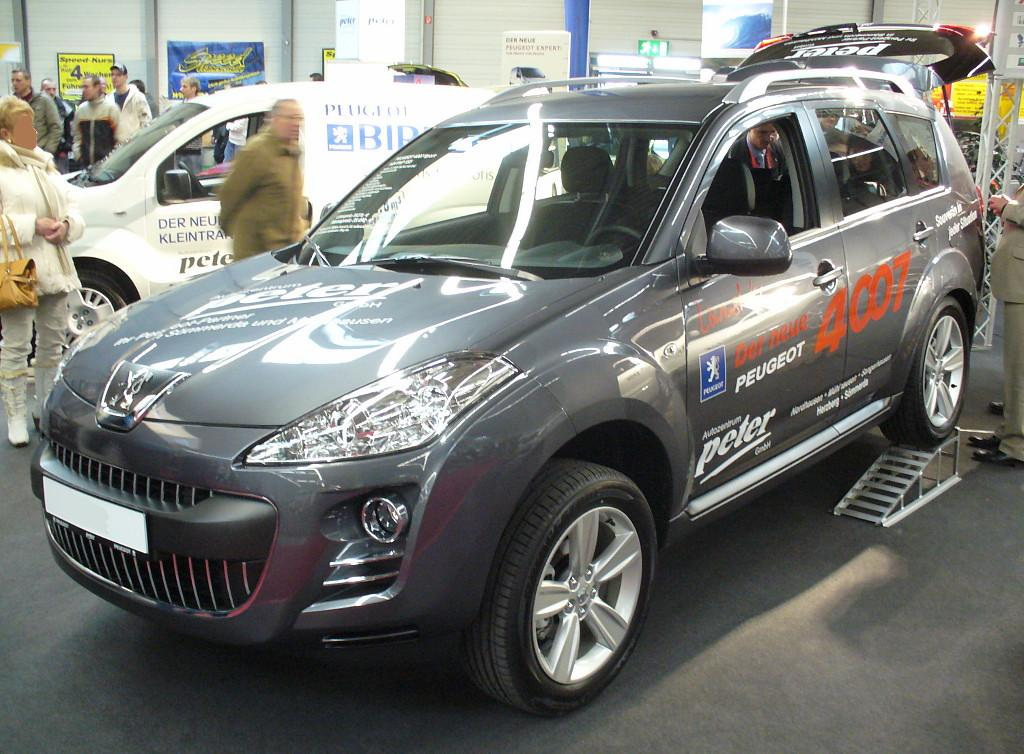
4007（三菱・アウトランダーのOEM）
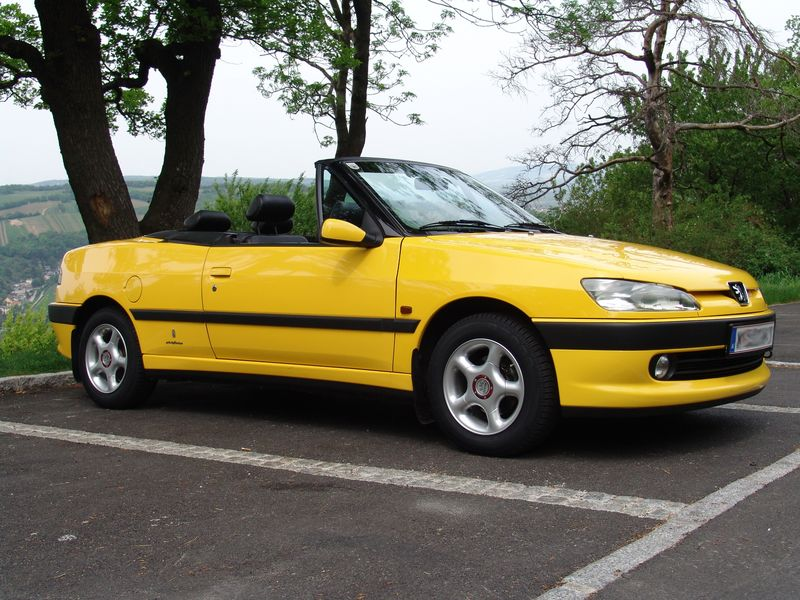
306カブリオレ
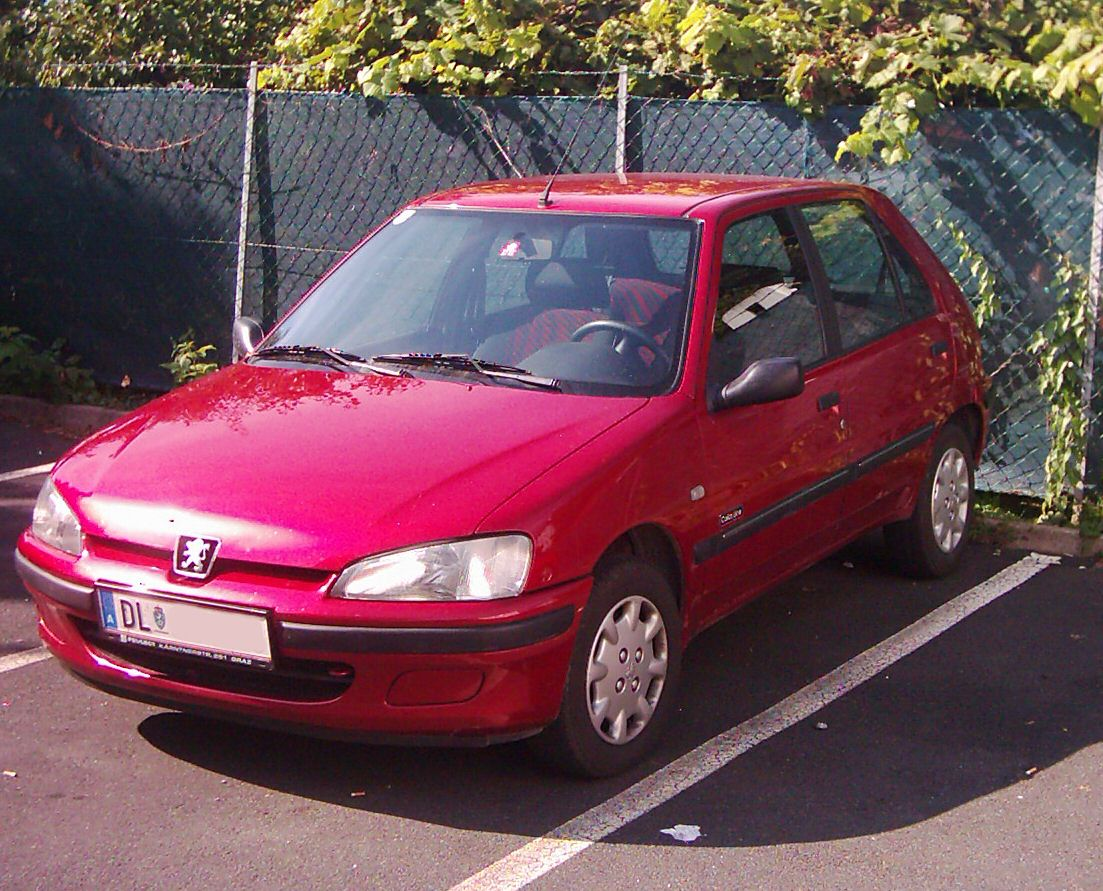
106 S2
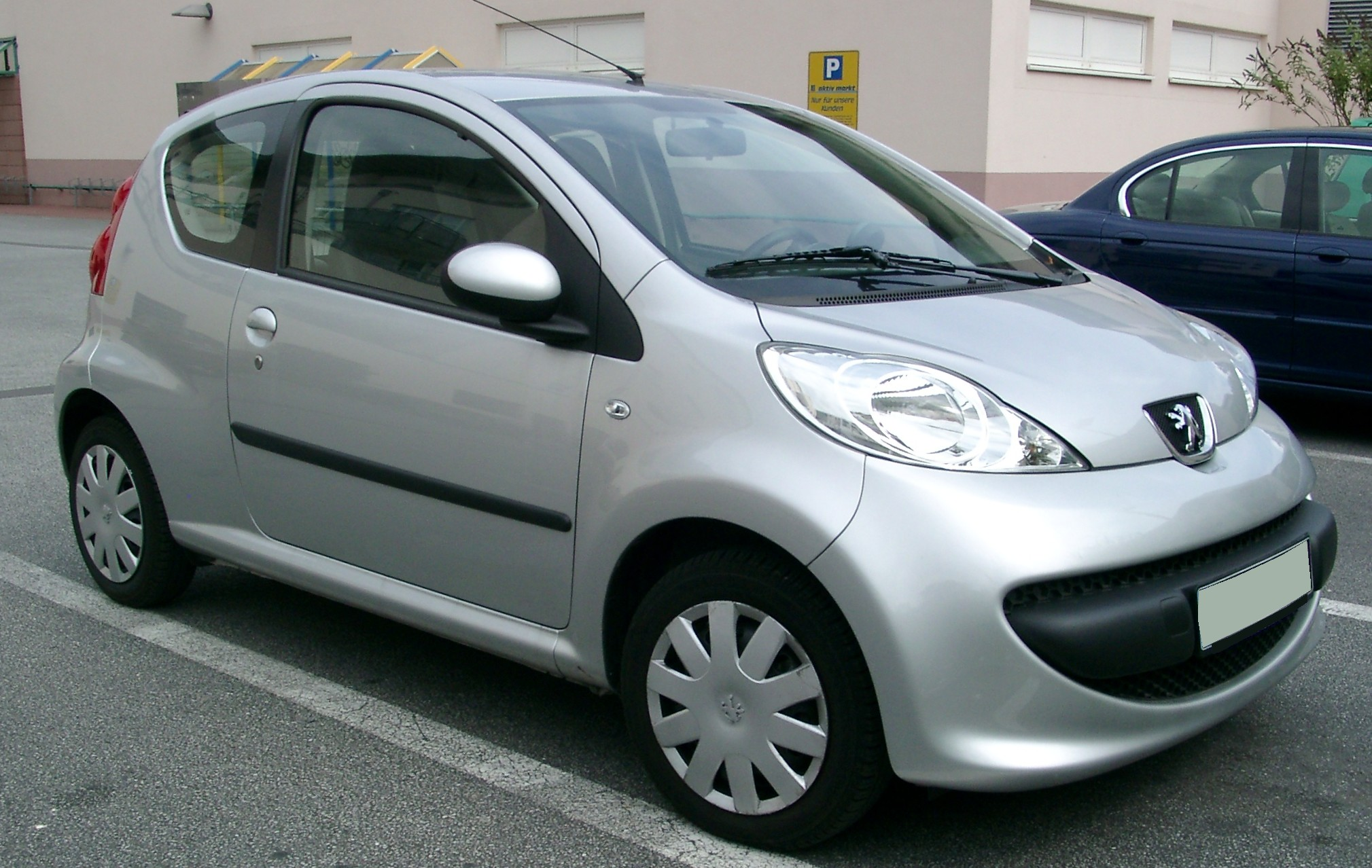
107
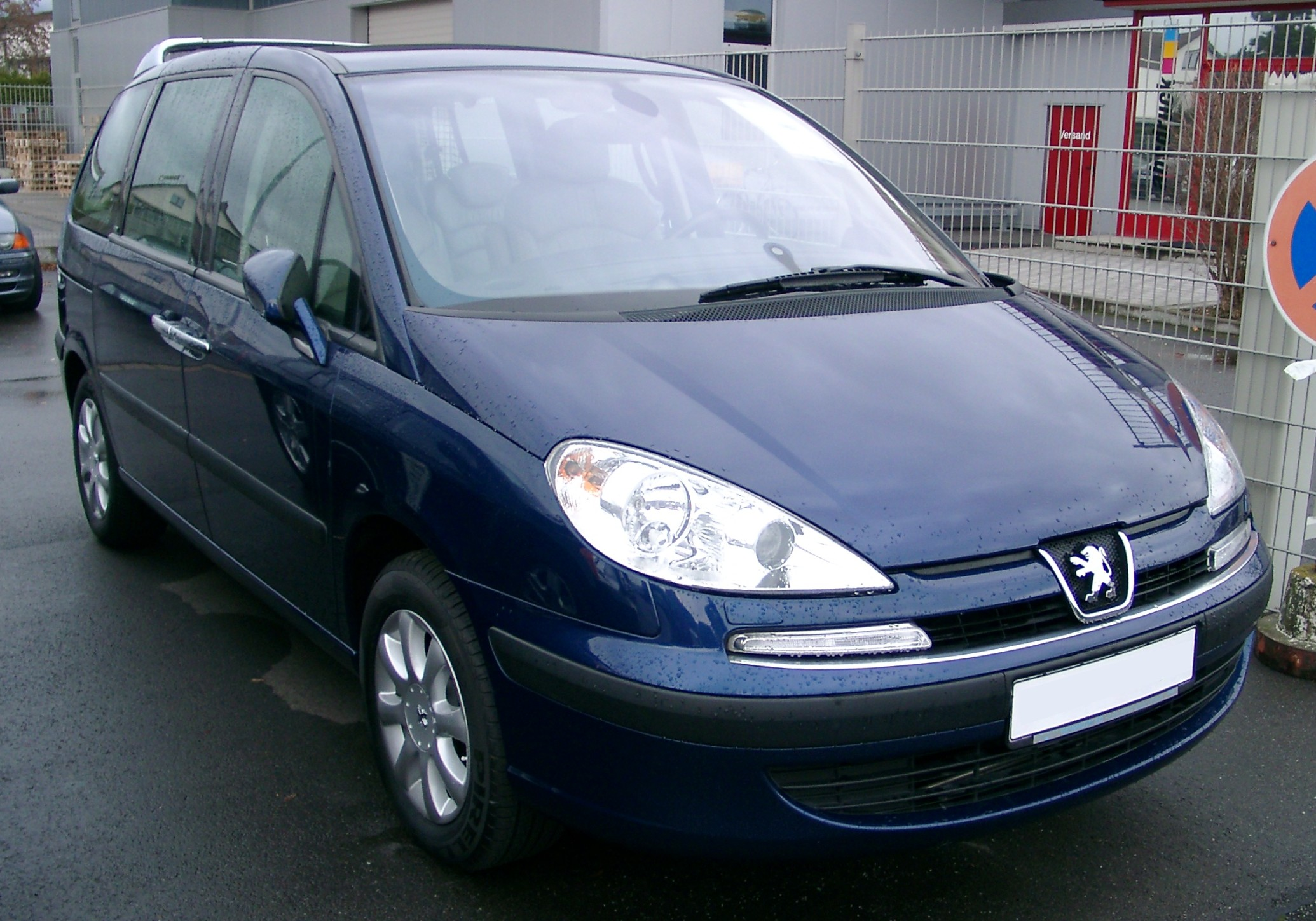
807
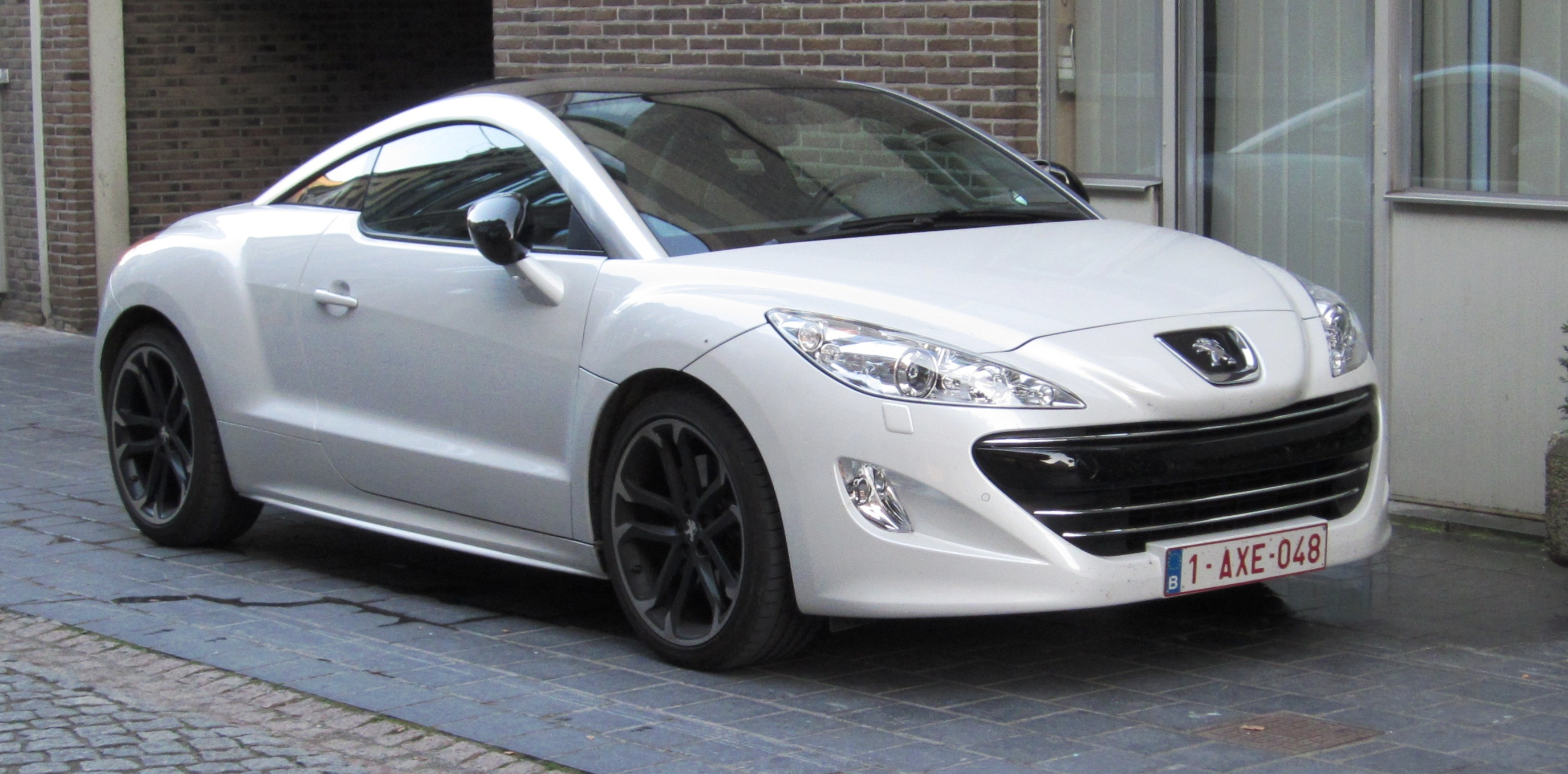
RCZ
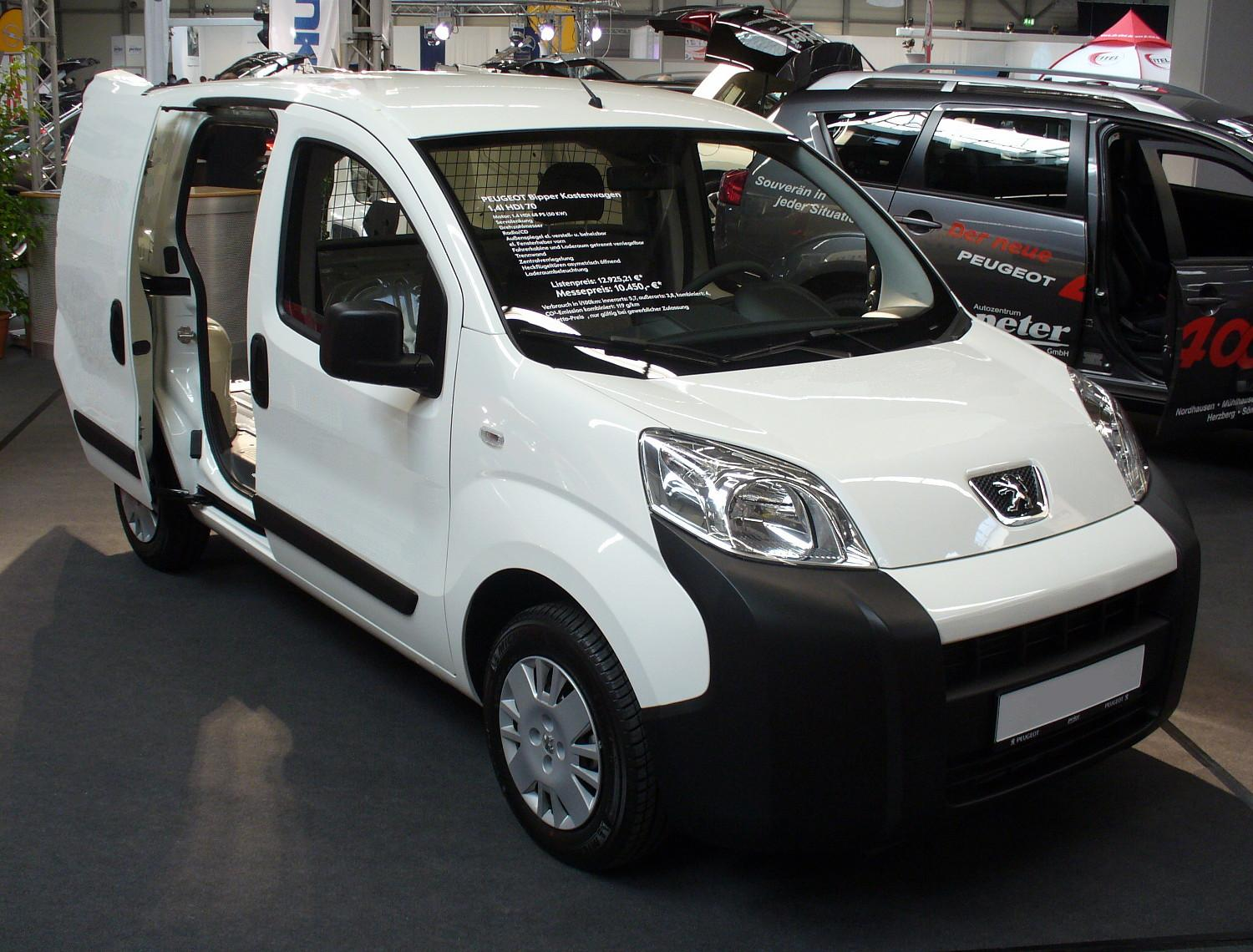
Bipper
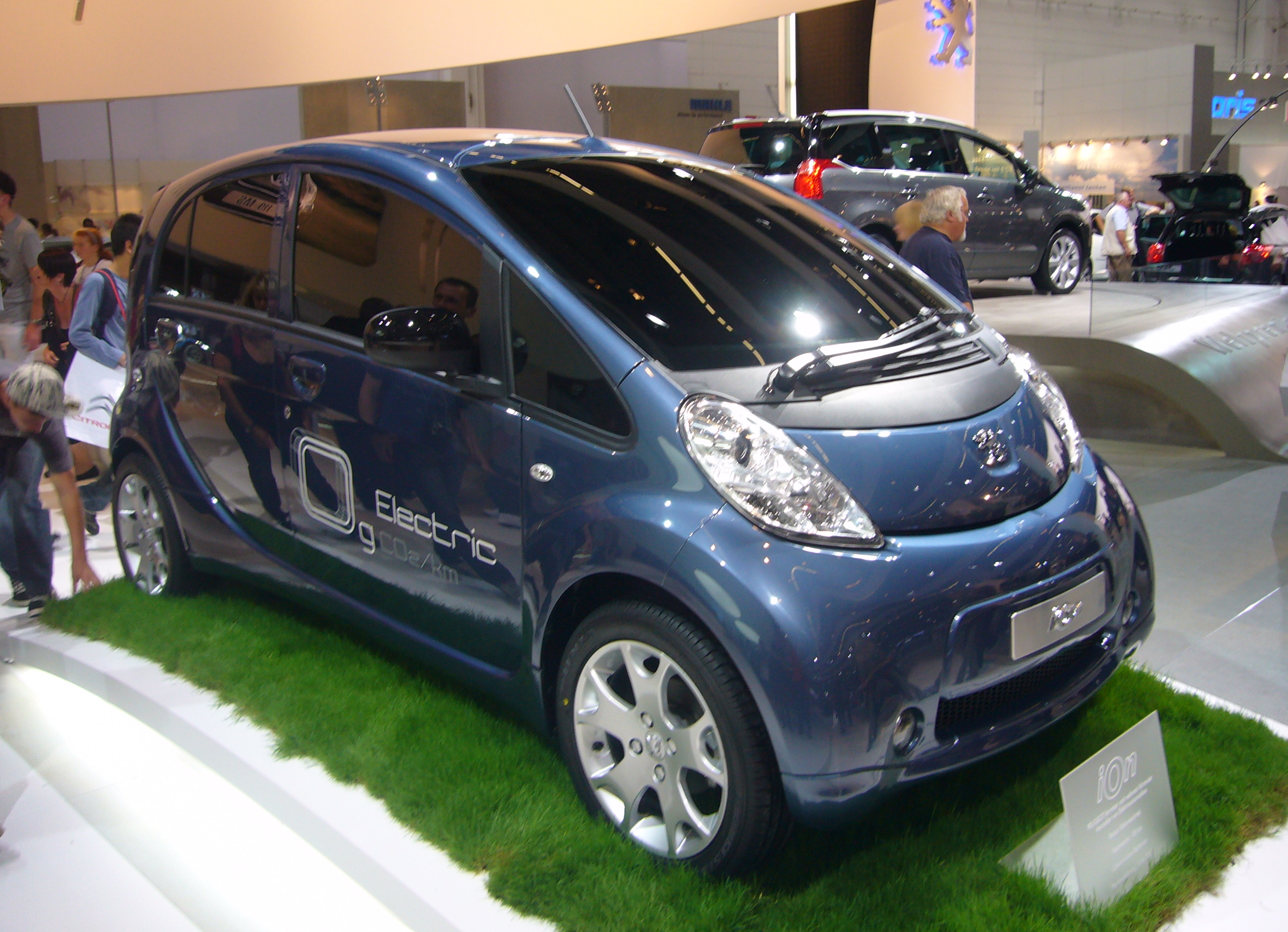
イオン

### 競技用車両

#### ラリー
- 205T16
- 405T16
- 306 キットカー
- 106 キットカー
- 206 WRC
- 307 WRC
- 206 S1600
- 207 S2000
- 3008 DKR

#### プロトタイプ
- 905
- 908 HDi FAP
- 908
- 9X8

### コンセプトカー
- 404 ディーゼル (1965年)
- 204 タクシー H4 (1972年)
- 104 Peugette (1976年)
- 504 Loisirs (1979年)
- ヴェラ (1981年)
- ヴェラ プラス (1983年)
- クアザール（1984年）
- ヴェラ プロフィール (1985年)
- プロキシマ (1986年)
- オキシア（1988年）
- 4×4 Agades (1989年)
- イオン (1994年)
- チューリップ (1995年)
- トゥアレグ
- アスファルト (1996年)
- 406トスカーナ (1996年)
- ノーチラス (1997年)
- 806ルナバウト（フランス語版） (1997年)
- 206 コンセプト (1998年)
- エスカペード (1998年)
- Crisalys (1998年)
- 306 HDI (1999年)
- 607 フェリーヌ (2000年)
- Vroomster (2000年)
- 607 パラディン (2000年)
- ボブスライド (2000年)
- Promethee (2000年)
- E-doll (2000年)
- 307 カメレオ (2001年)
- 206SW (2001年)
- ムーンスター (2001年)
- RC (2002年)
- H2O (2002年)
- ホガー (2003年)
- 4002 (2003年)
- 407 エリクシール (2003年)
- プジョー・907 (2004年)
- 407 Silhouette (2003年)
- 20カップ (2005年)
- ムービー (2005年)
- 407 プロローグ (2005年)
- 1007 RC (2005年)
- 407マカレナ (2006年)
- 908RC (2006年)
- 207R カップ (2006年)
- スパイダー206 (2006年)
- Epure (2006年)
- 908 HDi FAP (2006年)
- フラックス (2007年)
- Treble (2007年)
- 308RC Zクーペ (2007年)
- プロローグ (2008年)
- BB1 (2009年)
- SR1 (2009年)
- RC ハイブリッド4 (2009年)
- イオン (2009年)
- RD（フランス語版） (2009年)
- EX1 (2010年)
- 5 by Peugeot (2010年)
- HR1 (2010年)
- HX1（フランス語版、ドイツ語版） (2011年)
- SxC（フランス語版） (2011年)
- オニキス（英語版） (2012年)
- 2008クロスオーバー (2012年)
- 208GTI (2012年)
- 308R (2013年)
- 309 クーペ (2013年)
- 208ハイブリッドFE (2013年)
- エグザルト（フランス語版、イタリア語版） (2014年)
- クオーツ（フランス語版、ドイツ語版） (2014年)
- フラクタル（フランス語版、ドイツ語版） (2015年)
- フードトラック (2015年)
- ビジョン グランツーリスモ (2015年)
- L500R ハイブリッド（フランス語版） (2016年)
- インスティンクト（フランス語版） (2017年)
- リフター4×4 (2018年)
- e-レジェンド（英語版） (2019年)
- ボクサー4×4 (2019年)
- 2008 スポーツ (2023年)
- インセプション（英語版） (2023年)

### 軍用車両
- P4（メルセデス・ベンツ・GクラスのOEM製品）

## モータースポーツ
プジョーは人類史上最古の公式レースであるパリ・ルーアン・トライアル（1894年）に5台のマシンを投入するなど、古くから積極的にモータースポーツ活動に取り組んできた（自動車競技#起源）。1910年代にはアメリカのインディ500に自前の車体で参戦し、3度優勝を遂げた。
1980年代にプジョーはモータースポーツ部門であるプジョー・タルボ・スポール（現在はプジョー・スポール）を立ち上げ、世界ラリー選手権 (WRC)、ダカール・ラリー、パイクスピーク・ヒルクライム、ル・マン24時間レース、セブリング12時間レース、スポーツカー世界選手権 (SWC)、 世界ラリークロス選手権など、参戦したレースはF1以外の全てで総合優勝・チャンピオンを獲得している。
2018年をもって世界ラリークロス選手権とダカール・ラリーから撤退したため、以後しばらくはWRC2や地域ラリーへのグループRカーのプライベーター販売を行う程度に留まっていた。2022年のシーズン途中よりFIA 世界耐久選手権（WEC）に参戦し、久々に世界選手権に復帰している。

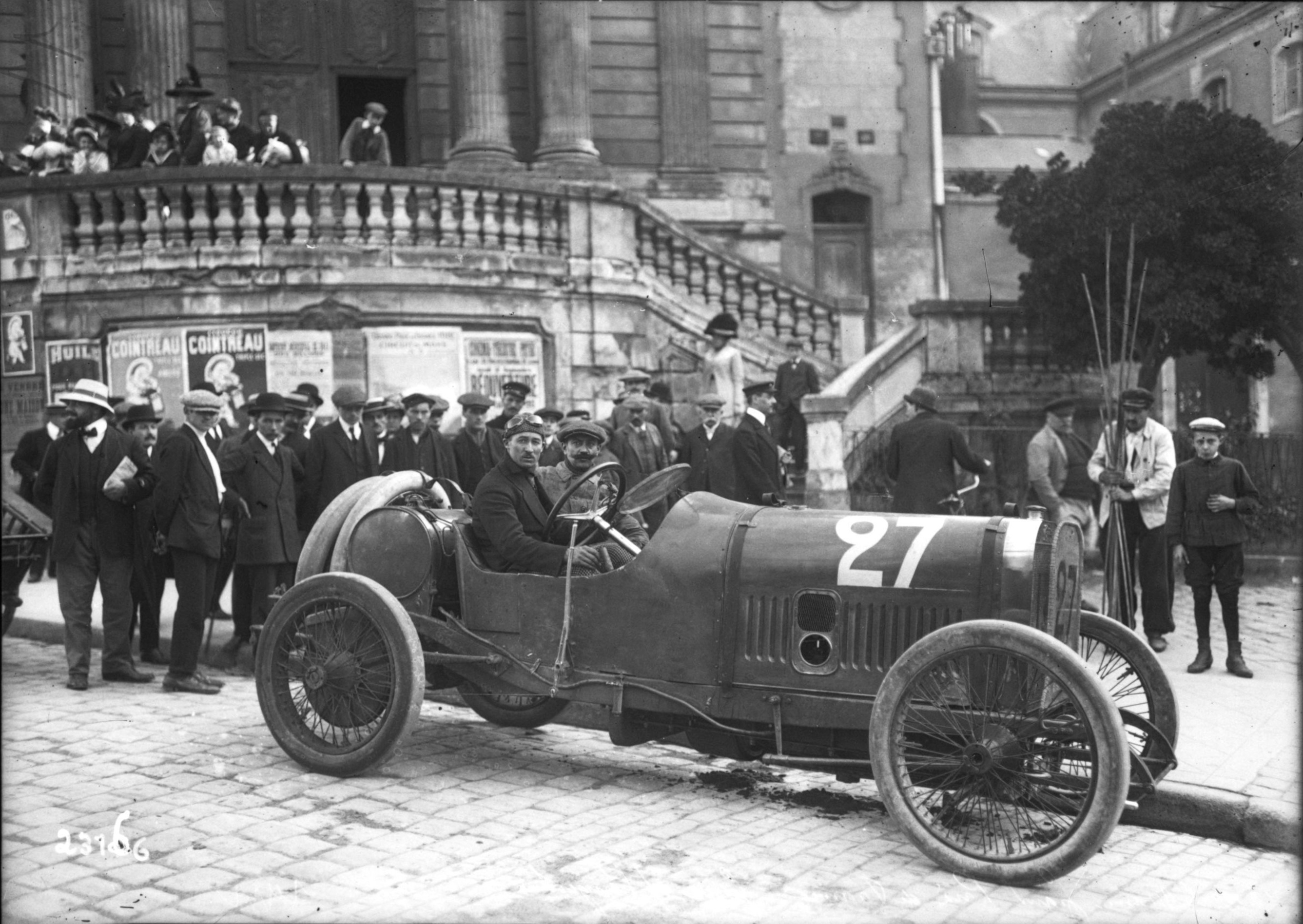
1912年サルト・カップにて
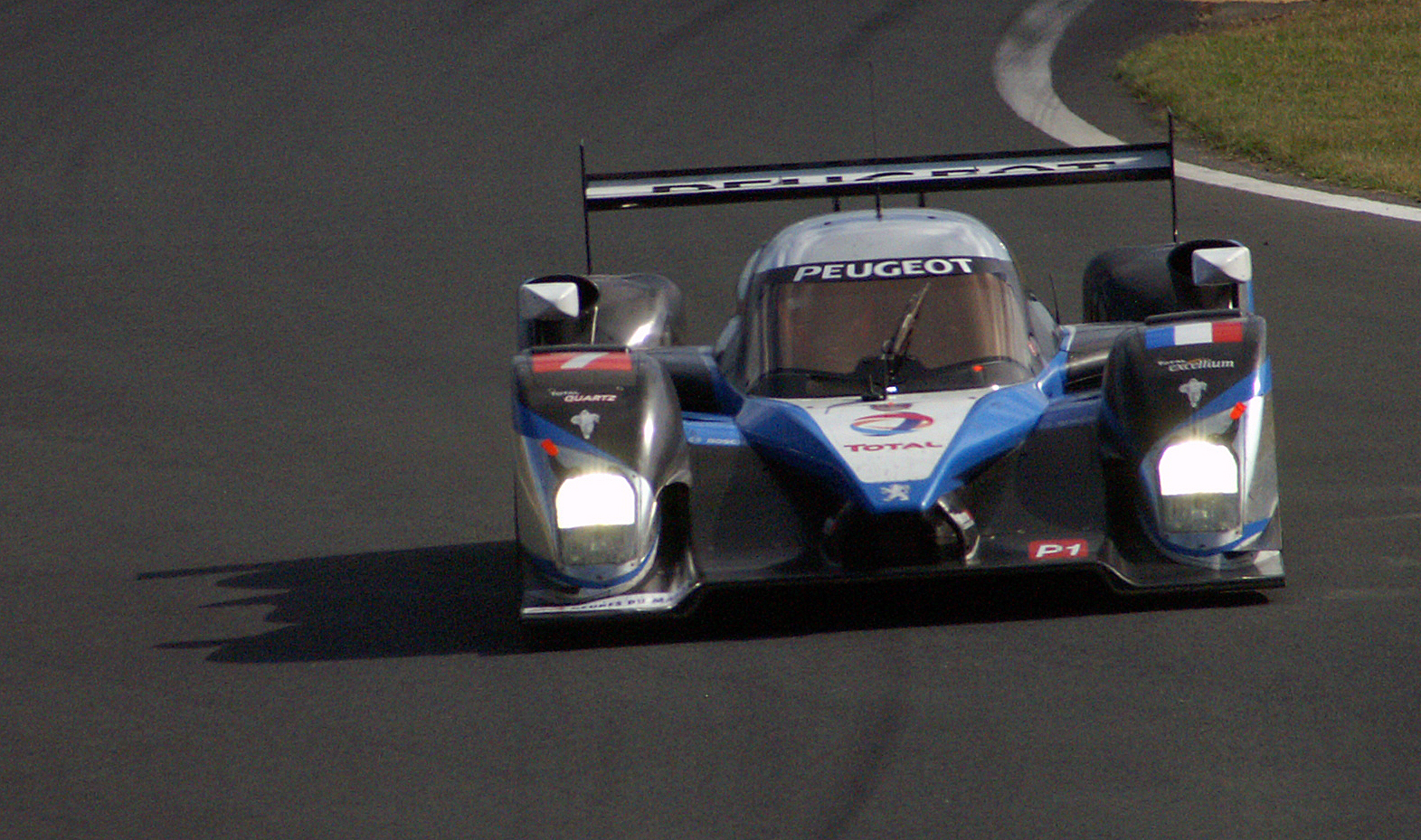
908（2009年）
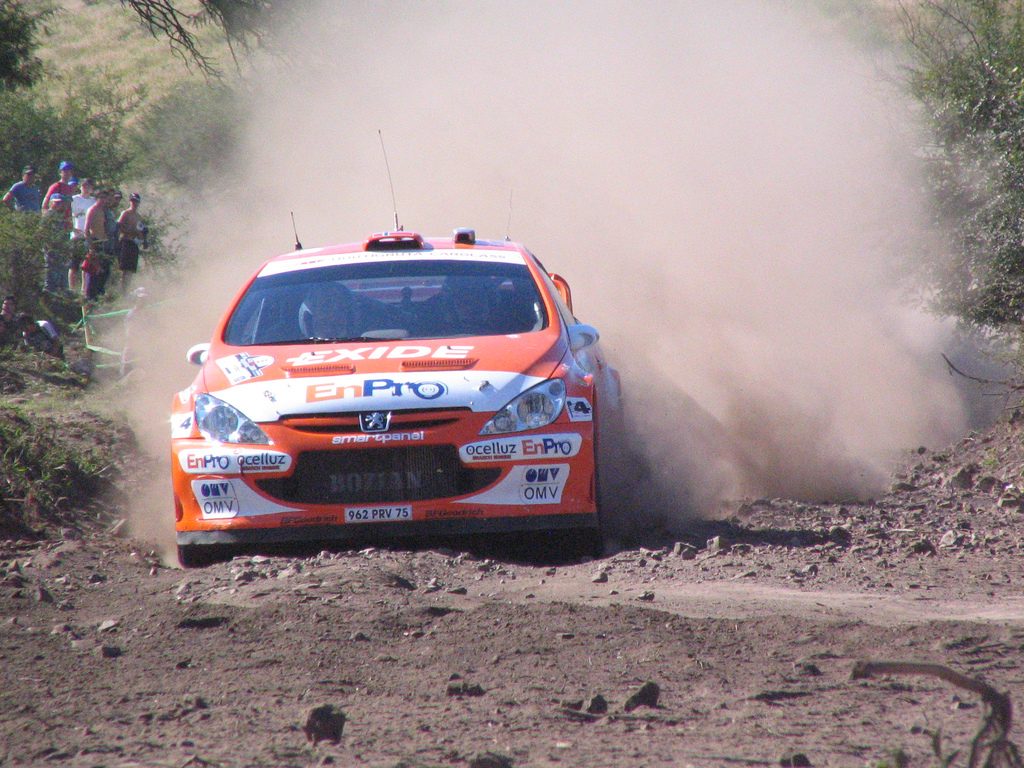
307CC WRC
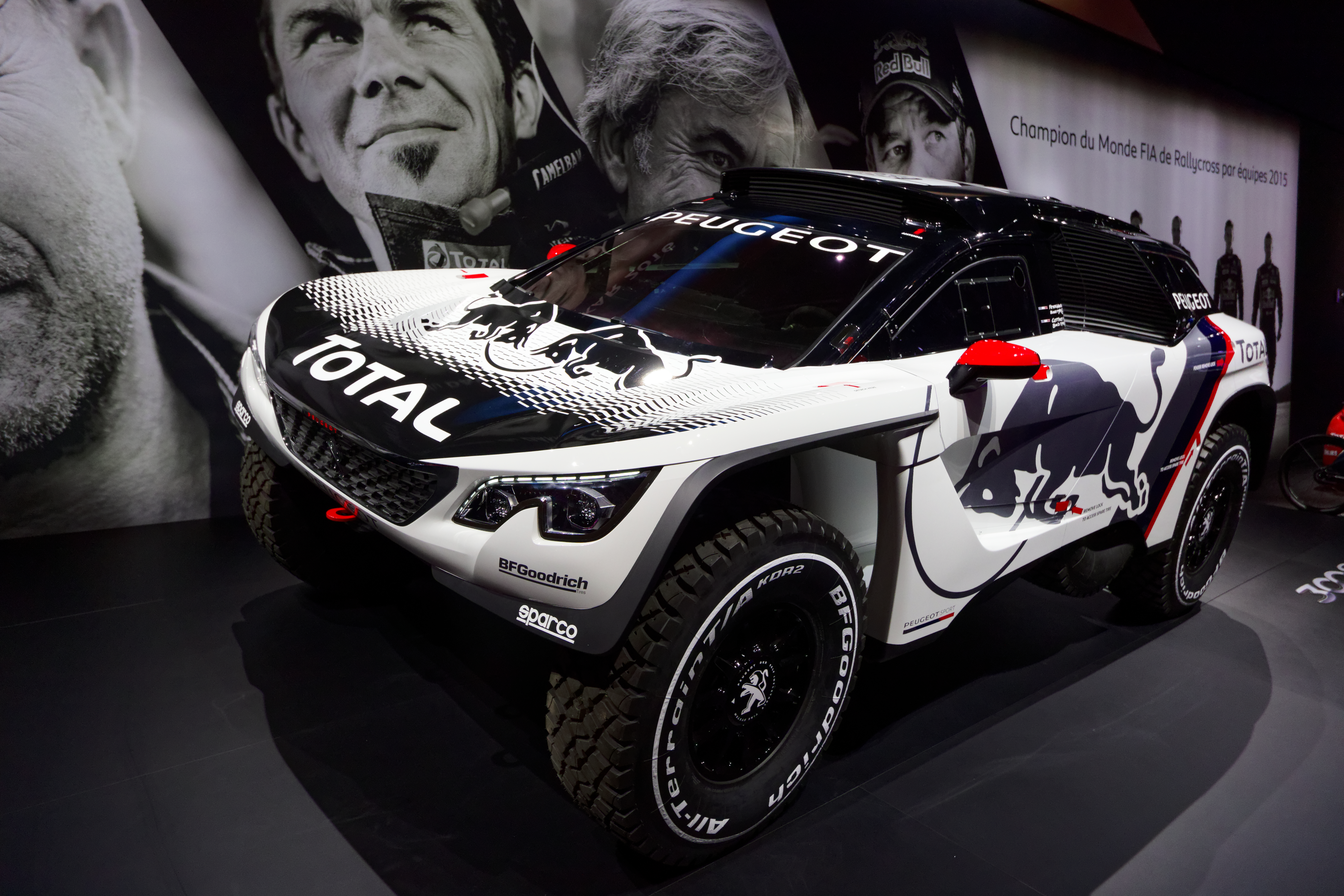
3008 DKR
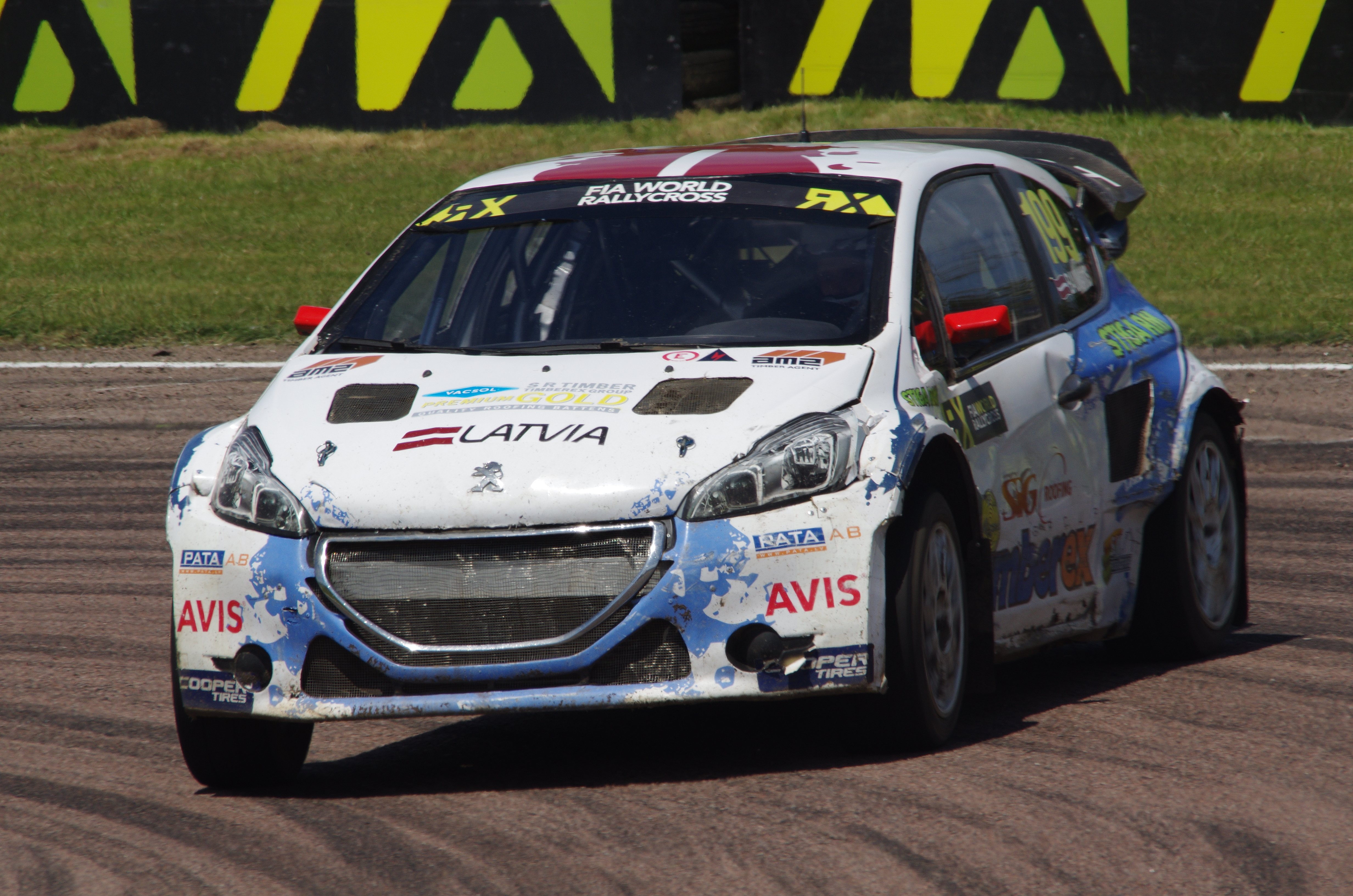
208 WRX
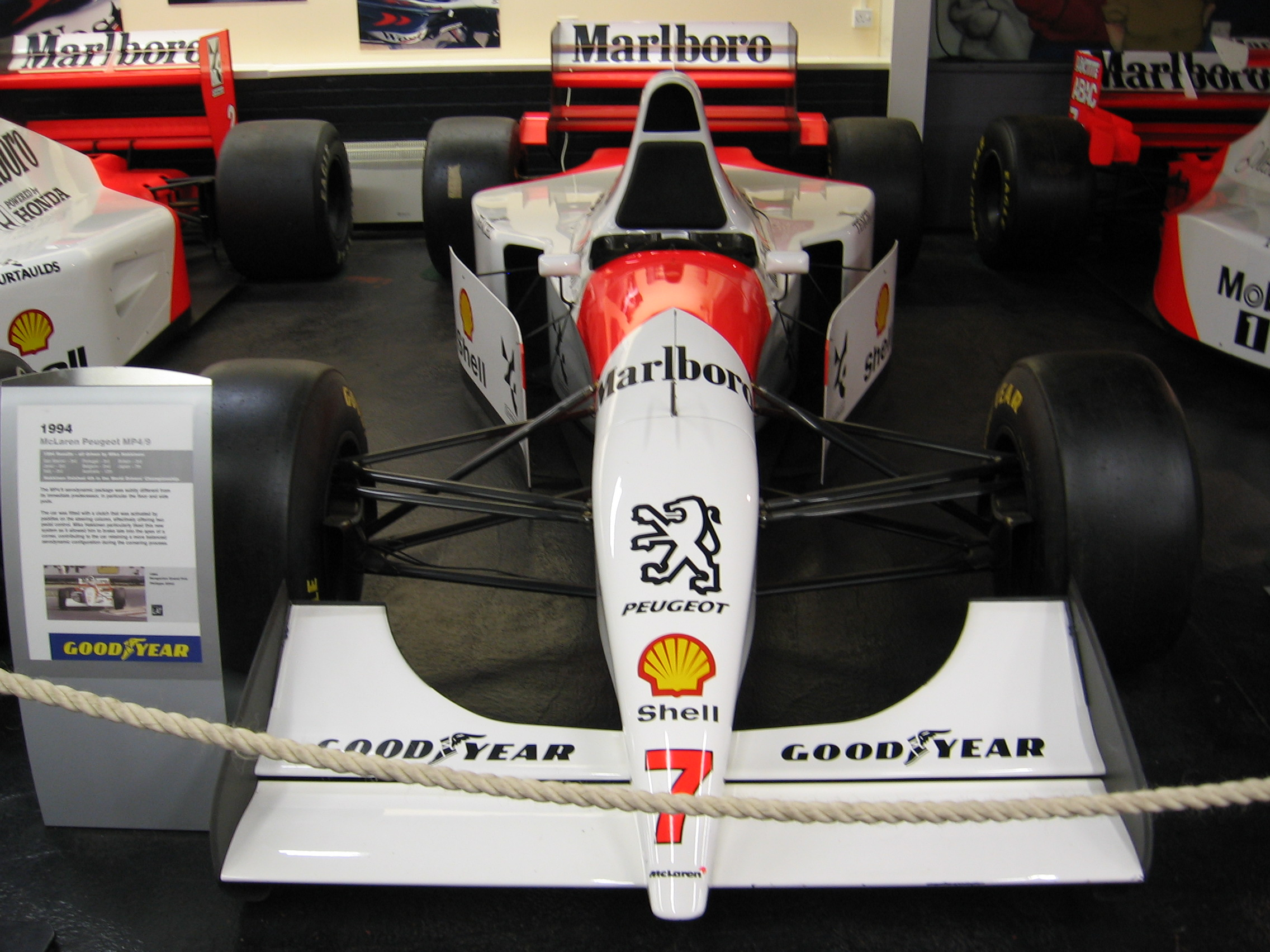
マクラーレン・MP4/9
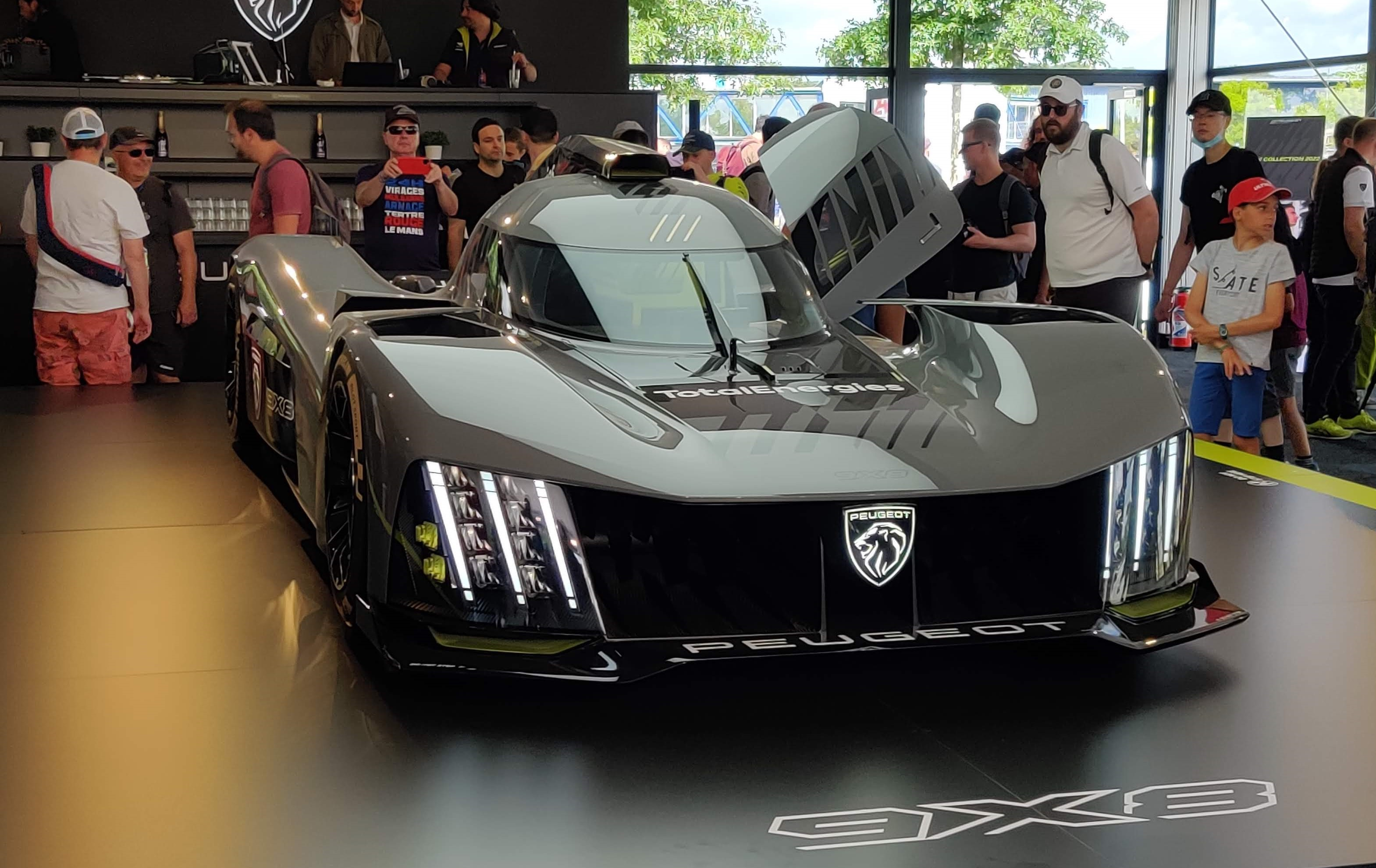
9X8（2022年）

## 日本での販売

### 自動車
1950年代以来新東洋企業、西武自動車販売によって輸入されてきたが、販売は振るわなかった。しかし1980年代半ばよりオースチン・ローバー・ジャパンとスズキが輸入元となって発売した『205GTI』が人気を得ると、徐々に注目を集めるようになった。
フランス・プジョーの日本法人プジョー・ジャポンが自ら輸入販売するようになった2000年（平成12年）以降には、『205』の後継車『206』がヒット商品となり、2003年（平成15年）には過去最高となる年間登録台数、1万5,330台を記録した。
プジョー・ジャポンは2009年（平成21年）にシトロエン・ジャポンと合併、プジョー・シトロエン・ジャポンとなった後、2020年2月1日にGroupe PSA Japanと社名変更している。その後、2022年3月1日にFCAジャパンと合併しStellantisジャパンとなった。
2023年3月現在、鳥取県・島根県・佐賀県にはサービス拠点すらなく、青森県・秋田県・香川県・高知県もディーラーはない〔サービススポットのみ〕。

### 自転車
サイクルヨーロッパジャパン株式会社がプジョーからのライセンスに基づいて、企画・製造依託・輸入・販売を行なっていたが、2004年（平成16年）末をもってライセンス契約が終了した。その後はプジョー・シトロエン・ジャポンの子会社「プジョー・シトロエン東京」が、台湾のパシフィックサイクルズ社による企画・製造品を輸入していた。しかし2011年から再びサイクルヨーロッパジャパン株式会社がプジョー・ブランドの自転車の企画・製造依託・輸入・販売を行うようになった。
ただしプジョーは自転車から完全に撤退してしまったわけではなく、自転車競技チームのチーム・プジョー・サイクルズ・ニッポンのスポンサーなどもしている。

### 逸話
プジョーには日本のプリンス自動車第一号車「プリンス・セダン」のエンジン設計の手本となったという逸話が残っている。第二次世界大戦直前、ブリヂストン創業者石橋正二郎は後援していた弁護士楢橋渡（後に政治家となる）が渡仏する際に、「一番評判の良い小型車を買ってきてくれ」と依頼した。楢橋が選んだのはプジョー・202であった。この202は戦中戦後にわたって石橋家の自家用車となったばかりでなく、その1,200ccエンジンは石橋がオーナーとなった富士精密工業が1951年に最初の4気筒1,500ccガソリンエンジン「FG4A」を設計する際の手本となった。このエンジンは改良が加えられ、プリンス・日産合併後の1968年（昭和43年）まで、スカイライン等に使用された。最終的に「プリンス・G1・G2」と呼称されたシリーズである。

## 特徴
プジョー車の特徴として、独特の設定がなされたサスペンションと、自社製作のショックアブソーバーによる、しなやかなで路面に吸い付くような接地感のある足回りが挙げられることが多い。その乗り味はシトロエン車にも共通するものがあり、テレビ神奈川で放送された番組「新車情報」のなかで、自動車評論家の三本和彦がシトロエン車の乗り味を「猫をおい飛ばしたときの様」と表現したことから、フランス車の乗り味を猫足と表現されることが多くなった。現在では、ブランドシンボルがネコ科のライオンであるため、同社の乗り味を「猫足」と表現されることが多い。一般的には走行安定性を得るためのサスペンションは硬くなりがちだが、プジョー車では柔らかい乗り心地と安定性を高次元で両立している。良好な乗り心地にはフランス車に共通のソフトでコシのあるシートも大いに貢献している。ただしショックアブソーバーの開発部門は2013年に閉鎖され、現在はKYBヨーロッパ製のものを使用している。
サスペンション設計自体は決して前衛的なレイアウトを採らず、常にその時代ごとの中庸な設計を基調とするが、フランスでも早期の1931年に「201」「301」に前輪独立懸架（横置きリーフスプリング式）を採用、1948年の「203」では固定軸のリアサスペンションをコイルスプリング支持とするなど、進歩性も併せ持つ。プロペラシャフトを低く位置させる低床化を目的に、1950年代までディファレンシャル・ギアへの動力伝達に時代遅れなウォームギヤ方式を伝統的に使ったが、プジョーのウォームギヤ加工は高精度で、実用性能はスパイラルベベルギヤを使った同時代の他社に劣らなかった。
また、1960年の404から406の時代までの40年あまり、デザインコンサルタントに起用したイタリアのカロッツェリア・ピニンファリーナによる控え目かつ優美なスタイリングを特徴としていた。
近年では206以降、社内デザインが中心となり、吊り目のヘッドライトと大きなエアインティークによる大胆な顔つきとなった。しかし創立200周年を迎えた2010年以降は、チーフデザイナーに就任したジル・ヴィダル (Gilles Vidal) の指揮下でシンプルなデザインに回帰しつつあり、量産車ではプジョー・508から新しいデザイン言語が導入された。

## 自転車部門

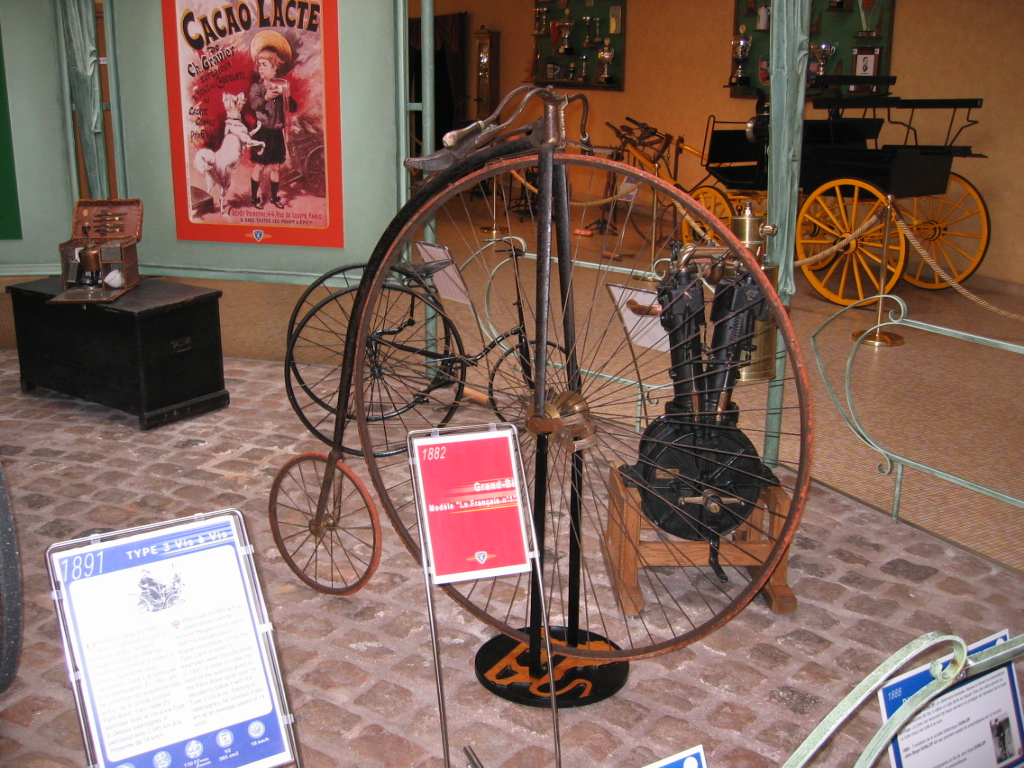
サイクルプジョー製のGrand-bi。1882年発売。フランスのプジョー博物館所蔵。

プジョーは1882年発表の「Grand Bi」から1926年まで自転車を製造販売していた。自転車部門は1926年に別会社として独立し、モーターバイクの製造にも進出した他、スポーツ用の自転車の名門としても知られたが、1980年代にはその勢いは衰え、1987年にモーターバイク部門が分離。1980年代末にはプジョー・ブランドの自転車の商標権をサイクルユーロップ（Cycleurope ）に貸与した。
しかし1990年代に入って自転車市場が復活の兆しを見せたため、1990年代末にオートモビル・プジョーは自転車部門の復活を決定。現在はマウンテンバイク、クロスバイク、ツーリング車、子供用自転車の4分野で自転車を販売している。
1948年から1989年までと1991年にサイクルロードレースチームのスポンサーを務めた。60年代にはフェルディナント・ブラックやエディ・メルクス、70年代にはベルナール・テブネ、80年代にはジルベール・デュクロラサールやロバート・ミラーらを擁した強豪チームとして知られる。